# 第36回ホープフルステークス (中央競馬)
第36回ホープフルステークス (GI、英:36th Hopeful Stakes) は、2019年12月28日に千葉県船橋市の中山競馬場で施行された中央競馬の競走である。
福永祐一が騎乗したコントレイルが優勝した。

## 競走前の状況

### 主な前哨戦の結果
競走馬名が太字強調の馬は、本項の競走に出走する競走馬であることを示す。

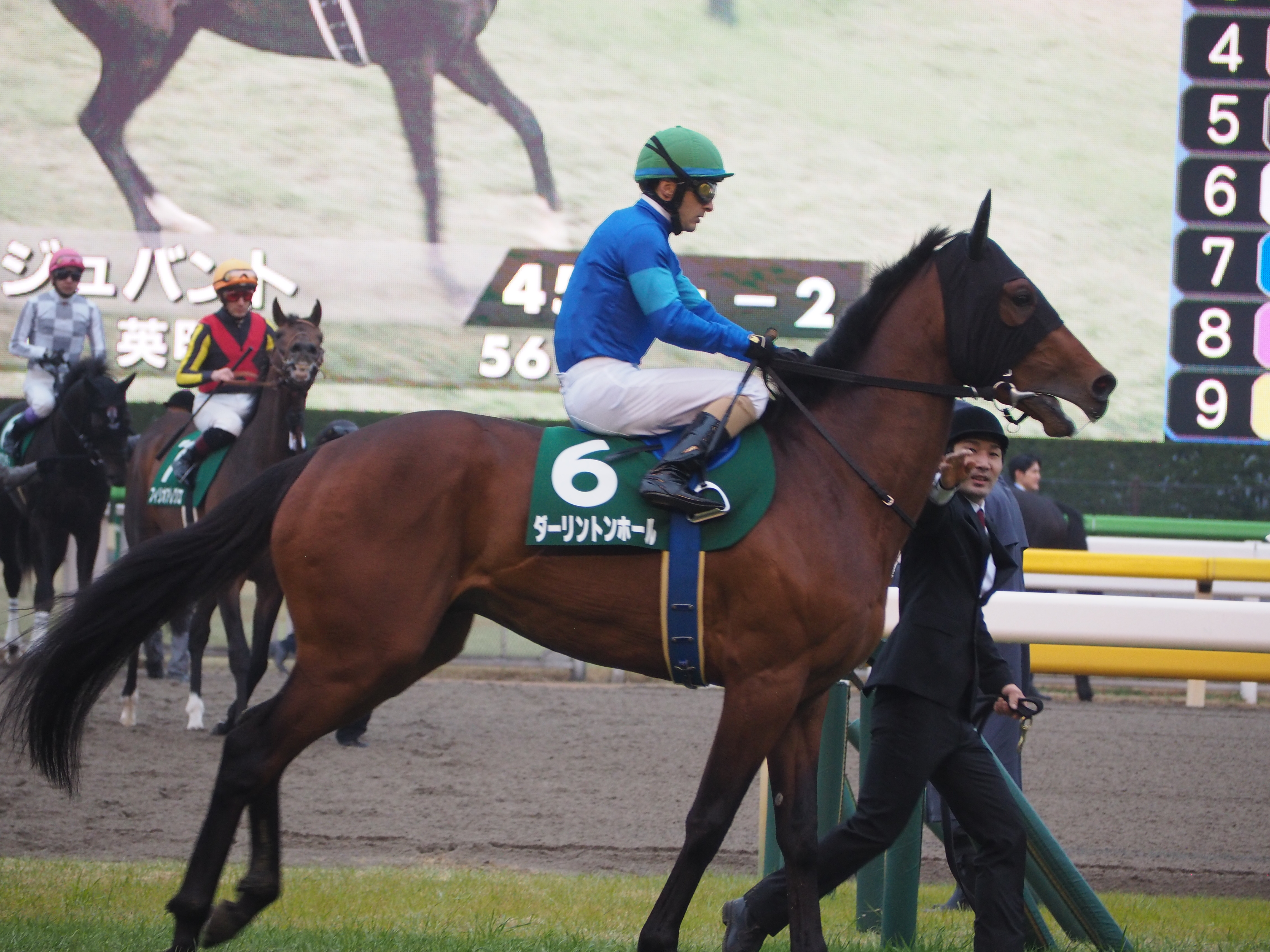
3着ダーリントンホールは、後に共同通信杯を制する。

第54回札幌2歳ステークス (GIII)
| 着順 | 馬番 | 競走馬名           | 性齢 | 騎手       | 斤量 | タイム | 着差     | 単勝オッズ | 人気 |
| ---- | ---- | ------------------ | ---- | ---------- | ---- | ------ | -------- | ---------- | ---- |
| 1着  | 6    | ブラックホール     | 牡2  | 石川裕紀人 | 54   | 1:50.4 |          | 29.4       | 5    |
| 2着  | 11   | サトノゴールド     | 牡2  | 武豊       | 54   | 1:50.6 | 1馬身3/4 | 10.2       | 3    |
| 3着  | 1    | ダーリントンホール | 牡2  | 池添謙一   | 54   | 1:50.9 | 1馬身3/4 | 02.8       | 2    |

芙蓉ステークス (OP)
| 着順 | 馬番 | 競走馬名           | 性齢 | 騎手     | 斤量 | タイム | 着差     | 単勝オッズ | 人気 |
| ---- | ---- | ------------------ | ---- | -------- | ---- | ------ | -------- | ---------- | ---- |
| 1着  | 4    | オーソリティ       | 牡2  | 池添謙一 | 54   | 2:02.9 |          | 02.0       | 1    |
| 2着  | 6    | ウインカーネリアン | 牡2  | 松岡正海 | 54   | 2:03.3 | 2馬身1/2 | 04.0       | 3    |
| 3着  | 5    | サペラヴィ         | 牡2  | D.レーン | 54   | 2:03.3 | ハナ     | 29.1       | 6    |

アイビーステークス (L)
| 着順 | 馬番 | 競走馬名         | 性齢 | 騎手       | 斤量 | タイム | 着差  | 単勝オッズ | 人気 |
| ---- | ---- | ---------------- | ---- | ---------- | ---- | ------ | ----- | ---------- | ---- |
| 1着  | 7    | ワーケア         | 牡2  | C.ルメール | 55   | 1:48.1 |       | 1.3        | 1    |
| 2着  | 2    | クリスティ       | 牝2  | 福永祐一   | 54   | 1:48.6 | 3馬身 | 8.1        | 4    |
| 3着  | 8    | ショコラブリアン | 牝2  | 田辺裕信   | 54   | 1:48.6 | クビ  | 7.0        | 2    |

萩ステークス（L）
| 着順 | 馬番 | 競走馬名           | 性齢 | 騎手       | 斤量 | タイム | 着差    | 単勝オッズ | 人気 |
| ---- | ---- | ------------------ | ---- | ---------- | ---- | ------ | ------- | ---------- | ---- |
| 1着  | 4    | ヴェルトライゼンデ | 牡2  | C.スミヨン | 55   | 1:50.8 |         | 02.2       | 1    |
| 2着  | 7    | シリアスフール     | 牡2  | 松山弘平   | 55   | 1:50.9 | 1/2馬身 | 08.1       | 4    |
| 3着  | 1    | エカテリンブルク   | 牡2  | 武豊       | 55   | 1:50.9 | クビ    | 10.0       | 5    |

第24回東京スポーツ杯2歳ステークス (GIII)
| 着順 | 馬番 | 競走馬名     | 性齢 | 騎手         | 斤量 | タイム  | 着差  | 単勝オッズ | 人気 |
| ---- | ---- | ------------ | ---- | ------------ | ---- | ------- | ----- | ---------- | ---- |
| 1着  | 6    | コントレイル | 牡2  | R.ムーア     | 55   | R1:44.5 |       | 2.5        | 1    |
| 2着  | 5    | アルジャンナ | 牡2  | 川田将雅     | 55   | 01:45.3 | 5馬身 | 3.0        | 2    |
| 3着  | 1    | ラインベック | 牡2  | W.ビュイック | 55   | 01:46.0 | 4馬身 | 4.6        | 3    |

### 登録馬
本競走に登録されたのは17頭であった。除外・抽選対象はなく登録馬全頭が出走できる見通しであったが4頭が回避し、最終的に13頭での出走が確定した。重賞優勝馬は、メイクデビュー、東京スポーツ杯2歳ステークス（GIII）と無敗の2連勝中のコントレイル。札幌2歳ステークス（GIII）を制したゴールドシップ産駒のブラックホールの2頭。オープン競走優勝馬は、ホープフルステークスと同じ舞台である芙蓉ステークスを無敗で制したオーソリティ。萩ステークス（L）を無敗で制したヴェルトライゼンデ。アイビーステークスを無敗で制したワーケア。父ディープインパクト、母アパパネと三冠馬同士の配合で誕生し中京2歳ステークス優勝、東京スポーツ杯2歳ステークスでもコントレイルと1.5秒差の3着となったラインベックの4頭。その他、1勝クラスの紫菊賞2着の実績を持つブルーミングスカイ。前走新馬戦（メイクデビュー）を制し、連勝を狙うガロアクリークなどが顔を揃えた。
回避
- ゼノヴァースは放牧に出され[8]、2020年1月19日の京成杯（GIII）を選択（単勝3番人気9着）[9]。
- ディアマンミノルは、同日に阪神競馬場で施行された自己条件、2歳1勝クラスを選択（単勝4番人気8着）[10][11]。
- ハギノエスペラントは、2020年1月5日の自己条件、福寿草特別（1勝クラス）を選択（単勝5番人気5着）[12][13][14]。
- ワスカランテソーロは、左前脚の挫石が判明したために回避[15]。

### 天候
| 12月              | 第64回有馬記念 22日 （日） | 23日 （月） | 24日 （火） | 25日 （水） | 26日 （木） | 27日 （金） | 競走当日 28日 （土） |
| ----------------- | -------------------------- | ----------- | ----------- | ----------- | ----------- | ----------- | -------------------- |
| 9時               | くもり                     | くもり      | くもり      | 雪          | くもり      | 晴          | 晴                   |
| 12時              | くもり                     | 晴          | 晴          | くもり      | くもり      | 雨          | 晴                   |
| 15時              | 雨                         | くもり      | くもり      | くもり      | くもり      | 晴          | 晴                   |
| 合計降水量 （mm） | 21.0                       | 9.5         | -           | -           | -           | 1.0         | -                    |
| 平均気温 （℃）    | 6.5                        | 6.7         | 7.5         | 5.3         | 7.5         | 8.4         | 6.5                  |

中山競馬場では、第64回有馬記念が行われた12月22日に18.5ミリメートル (mm)、23日に12.0ミリ、27日に1.0ミリの降水量を記録。当日の船橋市は、晴れの予報で降水確率は0パーセント。日本中央競馬会が発表した中山競馬場の天候も、当日第1競走から「晴」で催され、第11競走のホープフルステークスまで「晴」が続いた。

### 馬場状態
2019年5回目の中山競馬場開催は8日目となり、芝コースは開催当日までの使用となるAコース（内柵を最も内側に設置する）を使用。馬場状態は「3角（第3コーナー）から4角（第4コーナー）および正面にかけて、コース内側に傷みがある」と発表された。
芝の草丈は野芝が約6 - 8センチ、洋芝は約10 - 14センチに設定され、レース前日の27日午前8時時点での含水率は、ゴール前では11.1パーセント、第4コーナーでは11.5パーセントを記録した。

## 出走馬と枠順
12月26日、枠順が確定。勝馬投票券は出走前日の27日から発売が行われた。
- 全国のJRAの競馬場、ウインズなど場外勝馬投票券発売所（ウインズ盛岡・水沢・三本木・浦和・川崎、エクセル田無・伊勢佐木を除く）、インターネット投票にて発売[28]。

2019年12月28日 第5回中山競馬第9日目第11競走
芝2000メートル（Aコース）、天気：晴、馬場状態：良、発走時刻：15時30分
牡・牝 2歳 除未出走馬及び未勝利馬 負担重量:馬齢重量
| 枠番 | 馬番 | 競走馬名           | 評価         | 評価     | 性齢 | 騎手          | 斤量 [kg] | 調教師 | 調教師     | 単勝人気 | 単勝人気 | 前走 | 前走         | 前走 | 馬体重 [kg] |
| 枠番 | 馬番 | 競走馬名           | netkeiba.com | 毎日新聞 | 性齢 | 騎手          | 斤量 [kg] | 調教師 | 調教師     | 単勝人気 | 単勝人気 | 前走 | 前走         | 前走 | 馬体重 [kg] |
| 枠番 | 馬番 | 競走馬名           | 本紙         | 松沢     | 性齢 | 騎手          | 斤量 [kg] | 所属   | 氏名       | オッズ   | 人気     | 格   | 競走         | 着順 | 馬体重 [kg] |
| ---- | ---- | ------------------ | ------------ | -------- | ---- | ------------- | --------- | ------ | ---------- | -------- | -------- | ---- | ------------ | ---- | ----------- |
| 1    | 1    | ブラックホール     | ☆            | △        | 牡2  | 石川裕紀人    | 55        | 美浦   | 相沢郁     | 016.0    | 5        | GIII | 札幌2歳S     | 01着 | 428         |
| 2    | 2    | コントレイル       | ◎            | ◎        | 牡2  | 福永祐一      | 55        | 栗東   | 矢作芳人   | 002.0    | 1        | GIII | 東スポ杯2歳S | 01着 | 462         |
| 3    | 3    | ブルーミングスカイ | △            | ▲        | 牡2  | 田辺裕信      | 55        | 栗東   | 角居勝彦   | 056.4    | 7        | 1勝  | 黄菊賞       | 04着 | 464         |
| 4    | 4    | ガロアクリーク     |              |          | 牡2  | 丸山元気      | 55        | 美浦   | 上原博之   | 125.1    | 9        |      | 2歳新馬      | 01着 | 506         |
| 4    | 5    | ヴェルトライゼンデ | △            | △        | 牡2  | O. マーフィー | 55        | 栗東   | 池江泰寿   | 006.9    | 3        | L    | 萩S          | 01着 | 492         |
| 5    | 6    | ナリノモンターニュ |              |          | 牡2  | M. デムーロ   | 55        | 美浦   | 上原博之   | 067.0    | 8        |      | 2歳未勝利    | 01着 | 492         |
| 5    | 7    | ワーケア           | ▲            | 〇       | 牡2  | C. ルメール   | 55        | 美浦   | 手塚貴久   | 003.7    | 2        | L    | アイビーS    | 01着 | 492         |
| 6    | 8    | クリノブレーヴ     |              |          | 牡2  | 斎藤新        | 55        | 栗東   | 長谷川浩大 | 326.2    | 13       |      | 2歳未勝利    | 01着 | 460         |
| 6    | 9    | パンサラッサ       |              |          | 牡2  | 坂井瑠星      | 55        | 栗東   | 矢作芳人   | 173.4    | 12       | 1勝  | エリカ賞     | 06着 | 456         |
| 7    | 10   | ディアセオリー     |              |          | 牡2  | 三浦皇成      | 55        | 美浦   | 高木登     | 157.2    | 11       | 1勝  | 葉牡丹賞     | 06着 | 482         |
| 7    | 11   | オーソリティ       | 〇           | △        | 牡2  | 池添謙一      | 55        | 美浦   | 木村哲也   | 007.2    | 4        | OP   | 芙蓉S        | 01着 | 508         |
| 8    | 12   | ラグビーボーイ     |              |          | 牡2  | 北村宏司      | 55        | 美浦   | 勢司和浩   | 139.1    | 10       |      | 2歳未勝利    | 01着 | 492         |
| 8    | 13   | ラインベック       | △            |          | 牡2  | 岩田康誠      | 55        | 栗東   | 友道康夫   | 037.2    | 6        | GIII | 東スポ杯2歳S | 03着 | 486         |

4番ガロアクリークについて、騎乗予定であった野中悠太郎が前々日の26日午後に、インフルエンザを発症をしたため、野中の所属する根本康広厩舎の兄弟子である丸山元気に乗り替わりとなった。
出走馬のなかでも2019年7月30日に急死し、ホープフルステークス出走時点でのリーディングサイアー、2歳リーディングサイアーでもあったディープインパクトの産駒が、コントレイル、ブルーミングスカイ、ラインベックと最多の3頭。その他の出走馬の父はそれぞれ異なる。2019年の新馬戦より産駒がデビューした新種牡馬は、オーシャンブルー産駒のクリノブレーヴ。ゴールドシップ産駒のブラックホールの2頭。新種牡馬以外ではオルフェーヴル産駒（オーソリティ）、ドリームジャーニー産駒（ヴェルトライゼンデ）が、それぞれ産駒として初めてホープフルステークス出走を果たした。
単勝オッズ10倍以内の上位人気馬は4頭で、単勝オッズ2.0倍の1番人気に推されたコントレイルが2枠2番。同馬を管理する矢作は「前に壁を作りたかったので、大外は嫌だったけど、内の（ゲートに後から入ることのできる）偶数ならいい」と歓迎。6.9倍の3番人気に推されたヴェルトライゼンデが4枠5番。そして3.7倍の2番人気のワーケアが5枠7番。同じハーツクライ産駒であり、2017年の第34回ホープフルステークスを制したタイムフライヤーと同枠となった。担当する助手は、「外すぎなくてよかった。ちょうどいい。（先入れの）奇数（馬）番も特に気にならない」とした。外目7枠11番には7.2倍の4番人気に推されたオーソリティ。管理する木村は「決められた枠で頑張るだけですよ」と平常心を見せた。
その他、最内枠の1枠1番にはブラックホール。反対に大外枠の8枠13番にはラインベック。「13頭立てなのが救い。スタートが速いタイプだが、ここからだと周りを見ながら運ぶことになる」とした。が収まった。

## 本馬場入場時

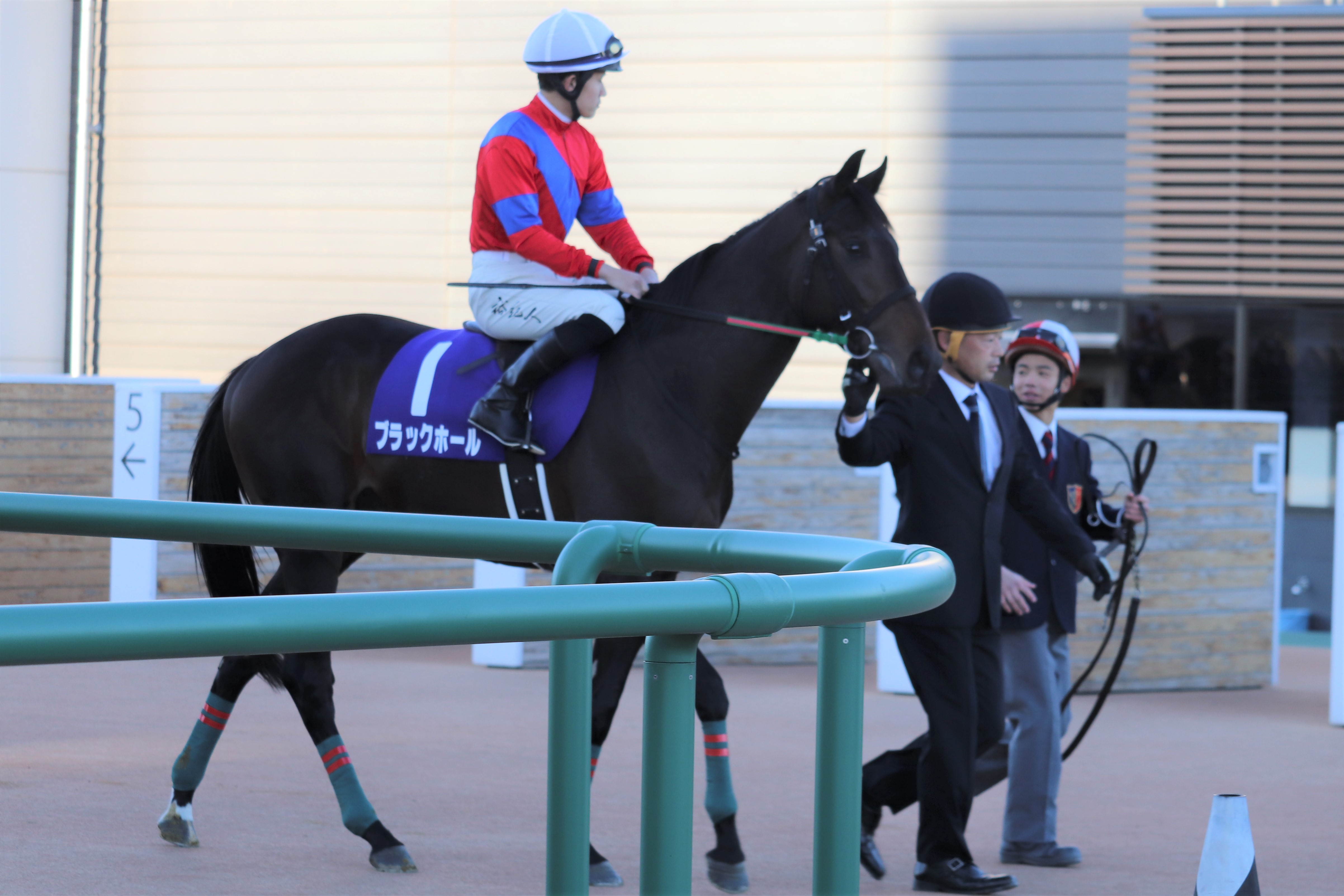
1:ブラックホール
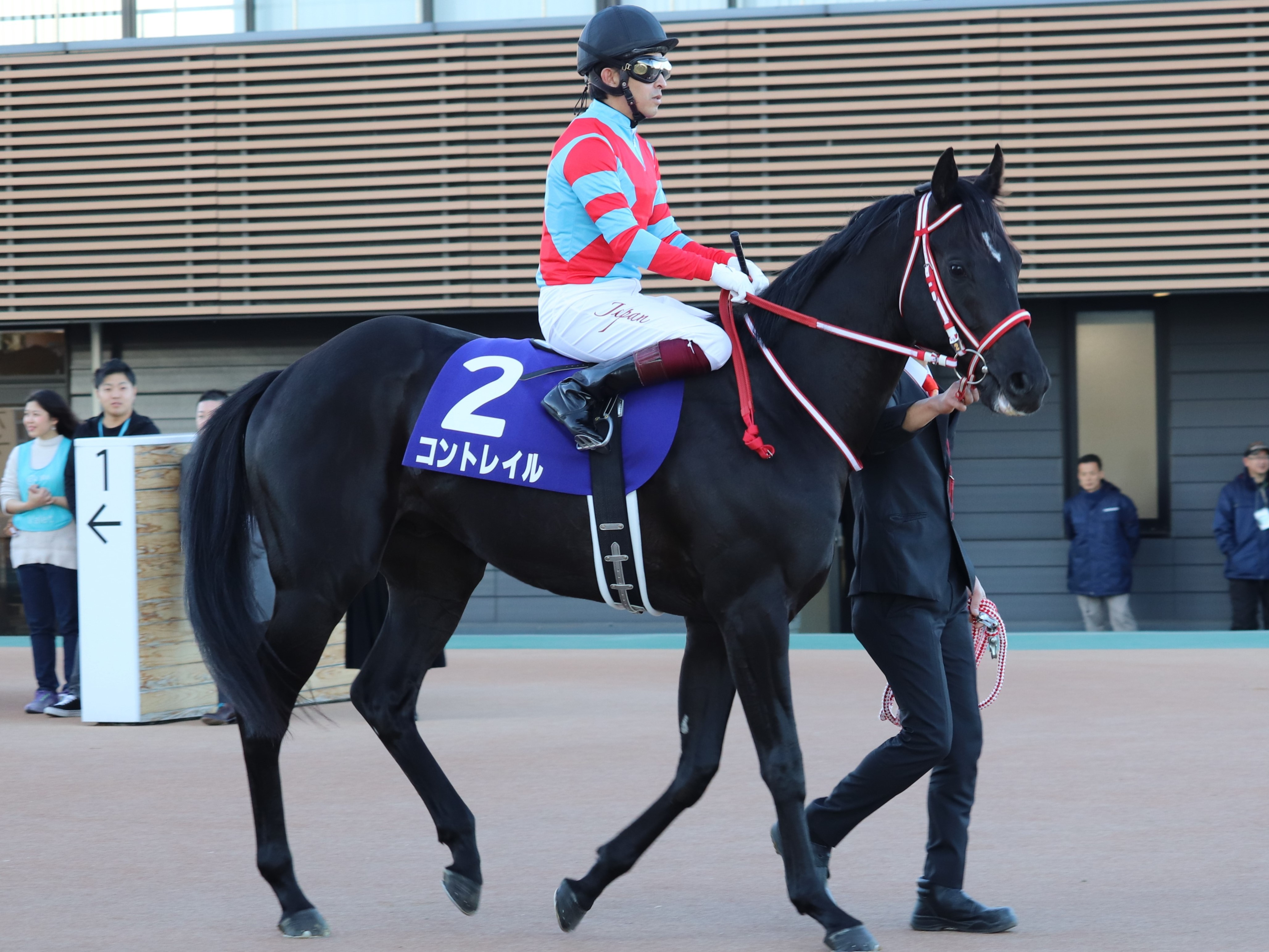
2:コントレイル
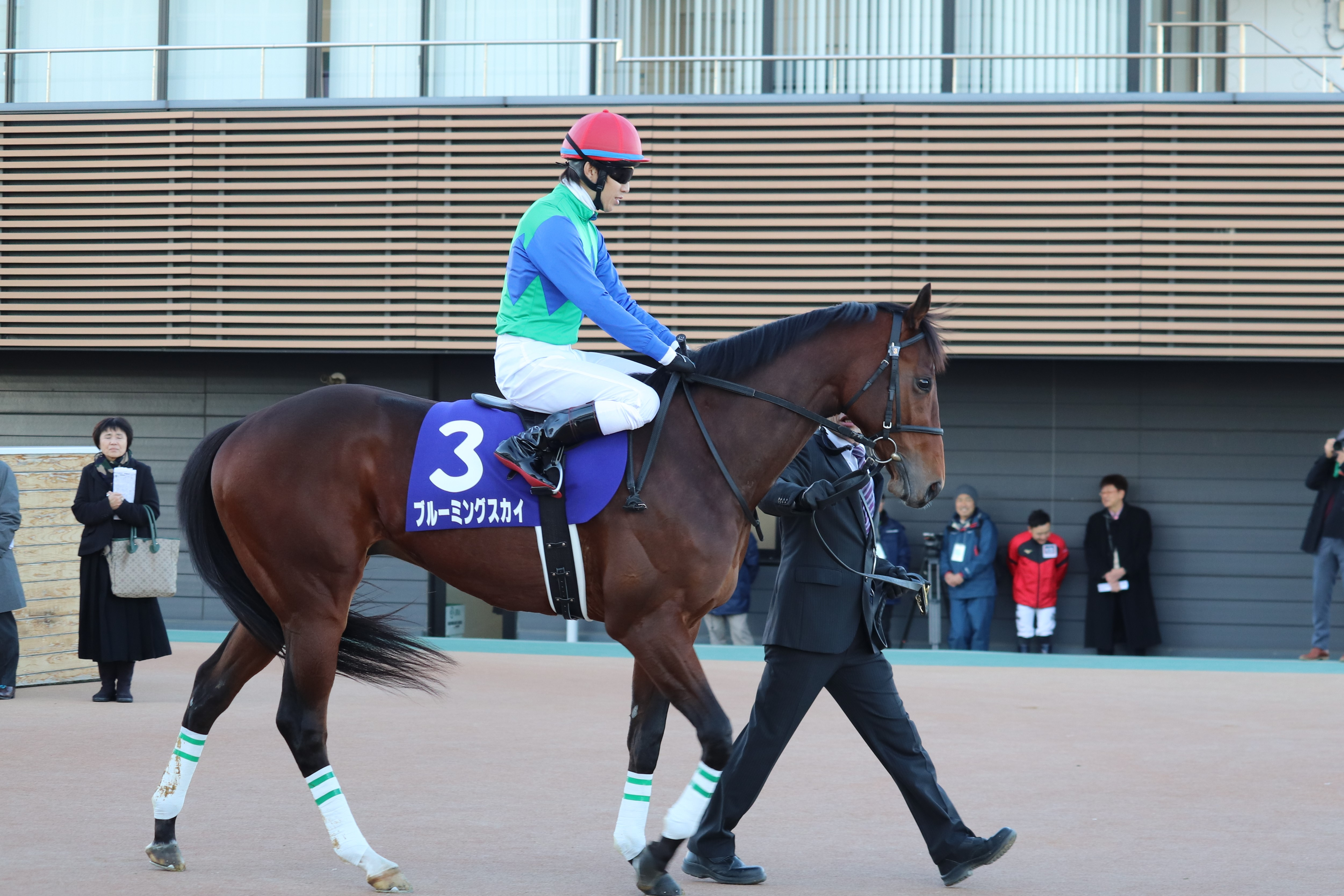
3:ブルーミングスカイ
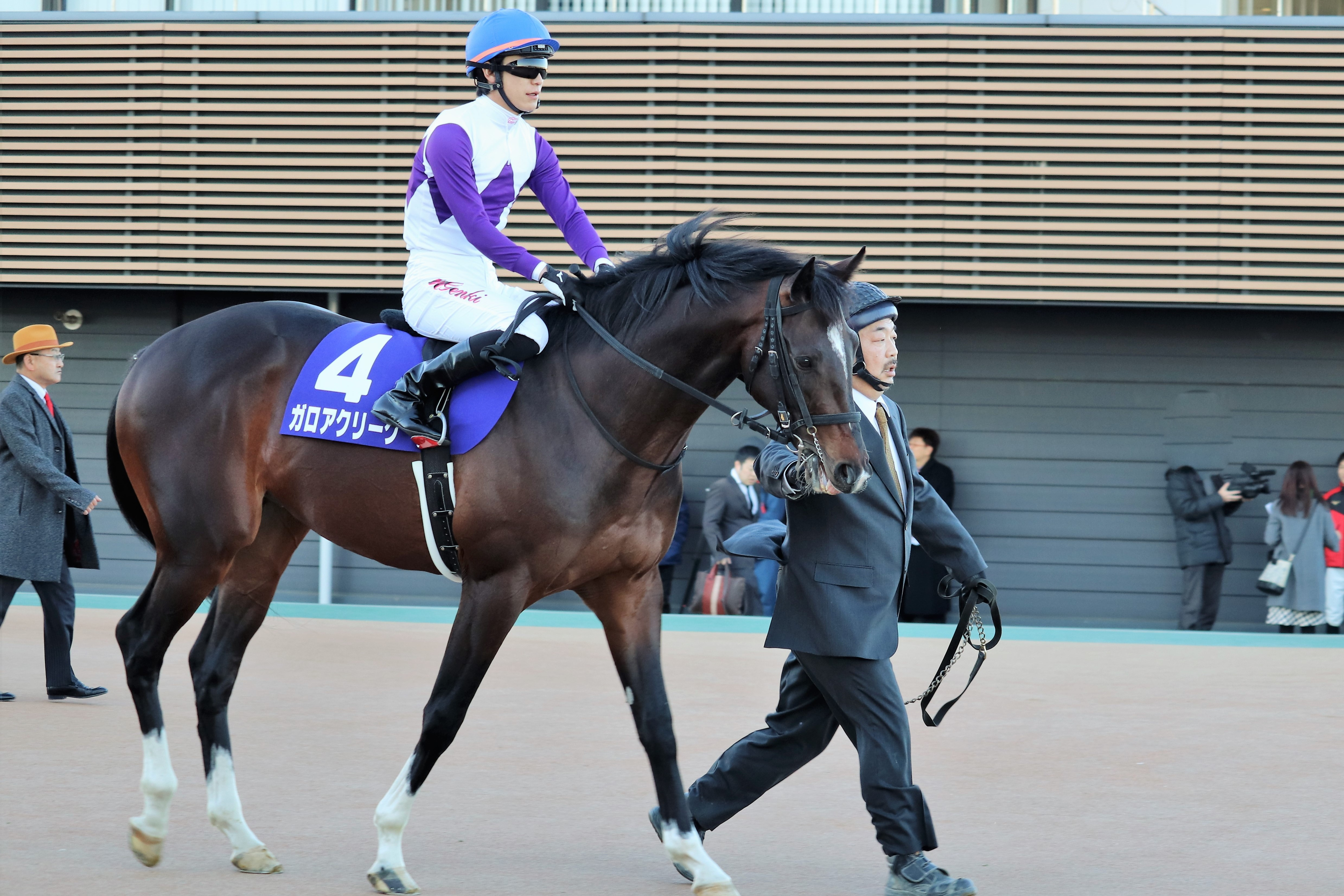
4:ガロアクリーク
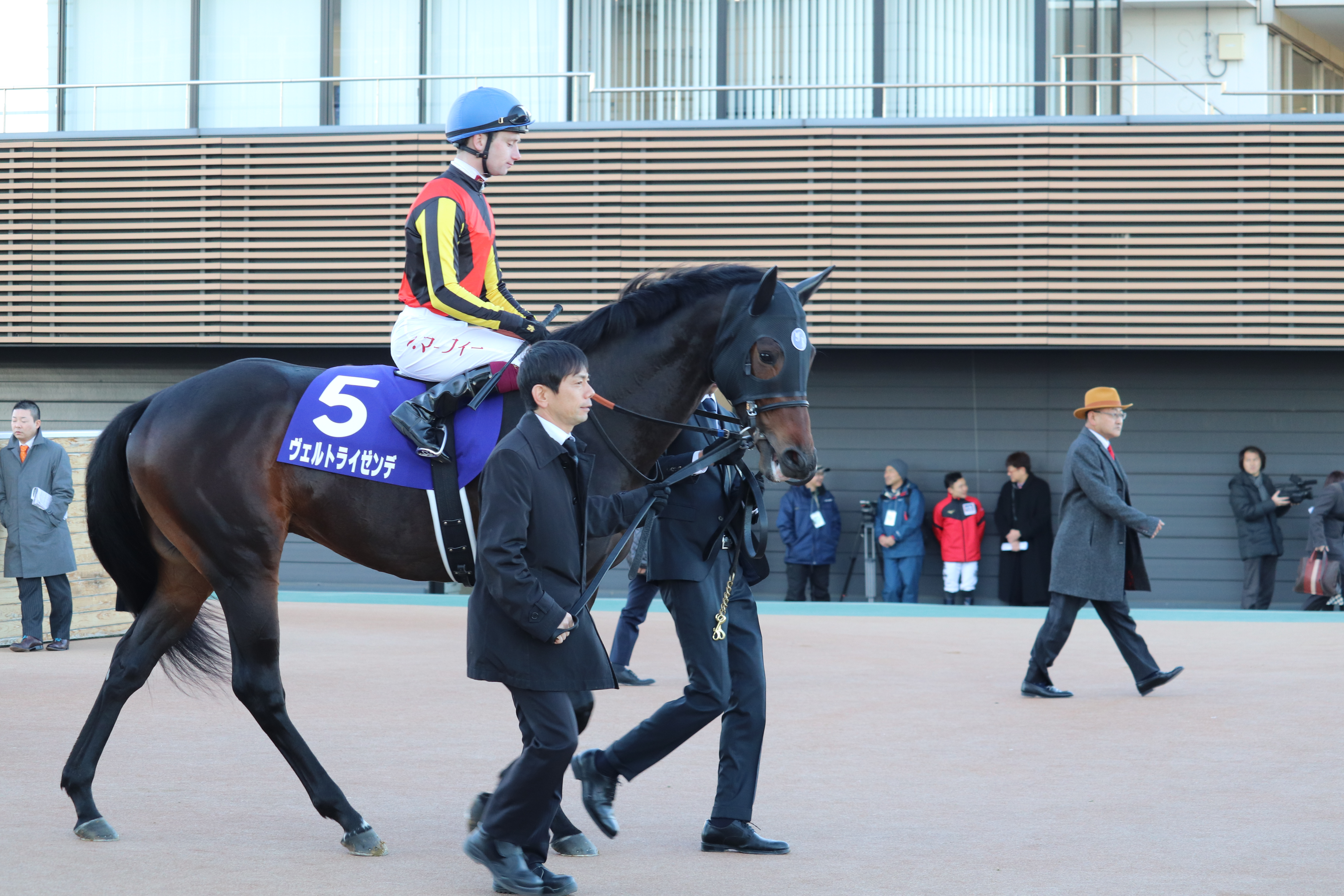
5:ヴェルトライゼンデ
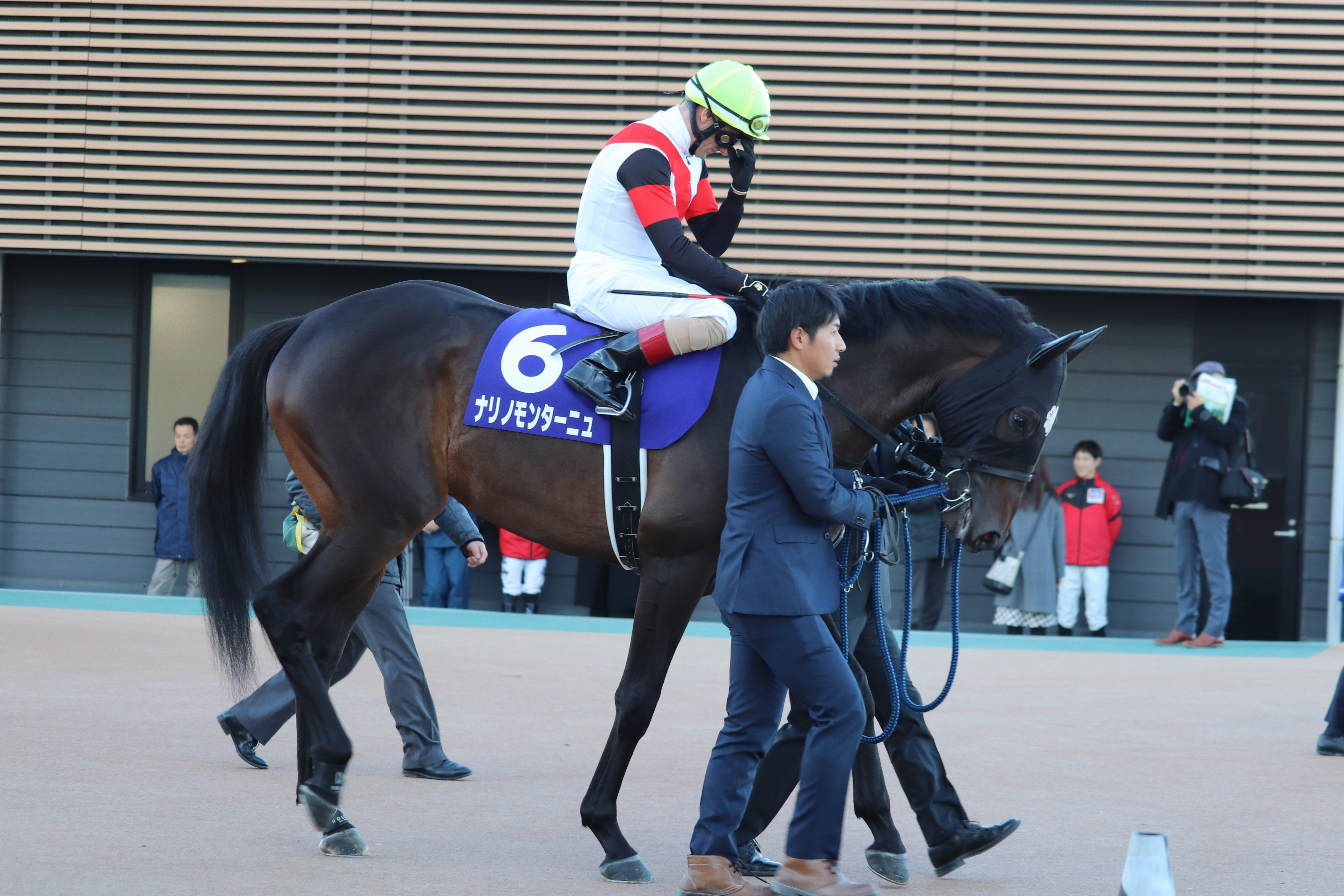
6:ナリノモンターニュ
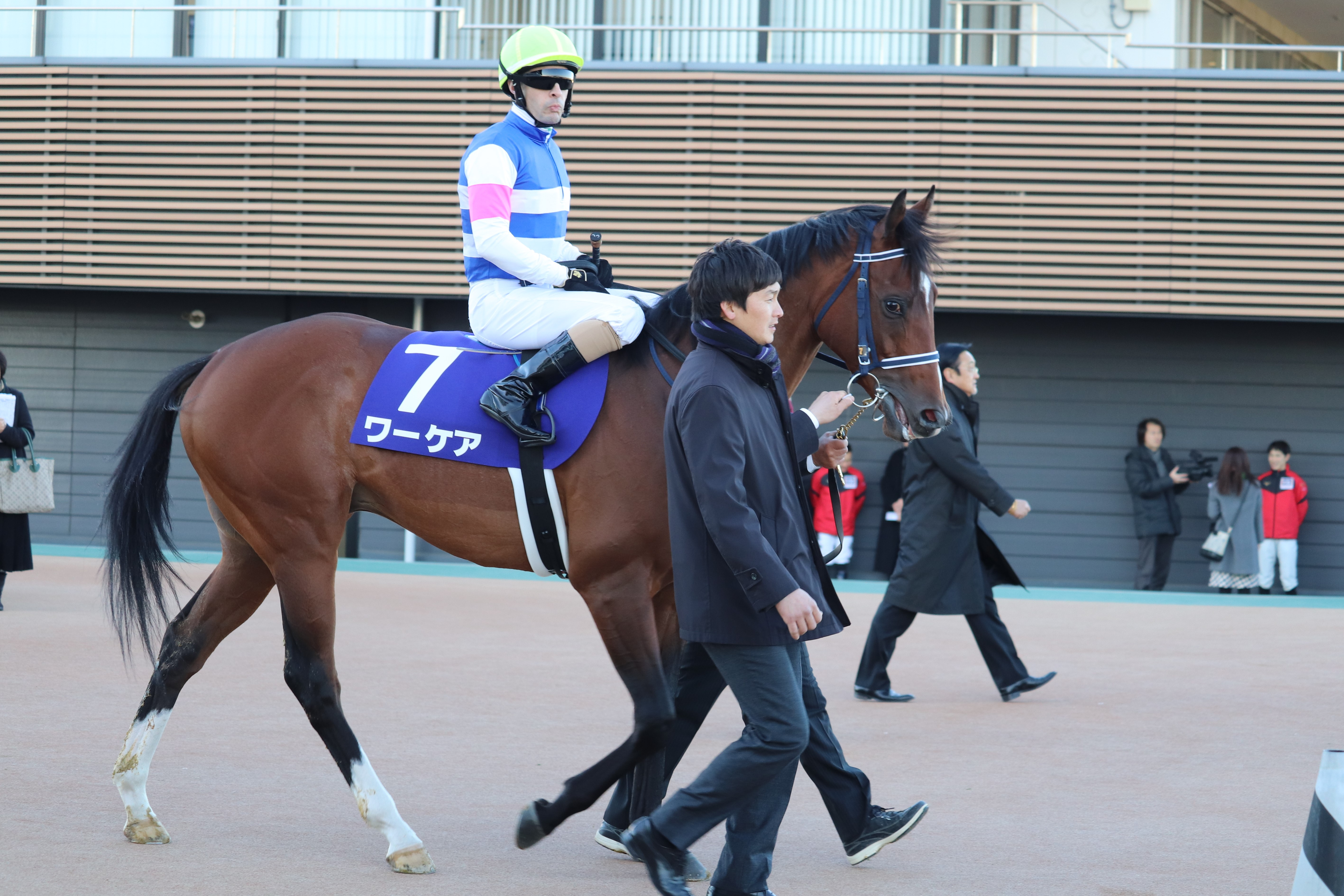
7:ワーケア
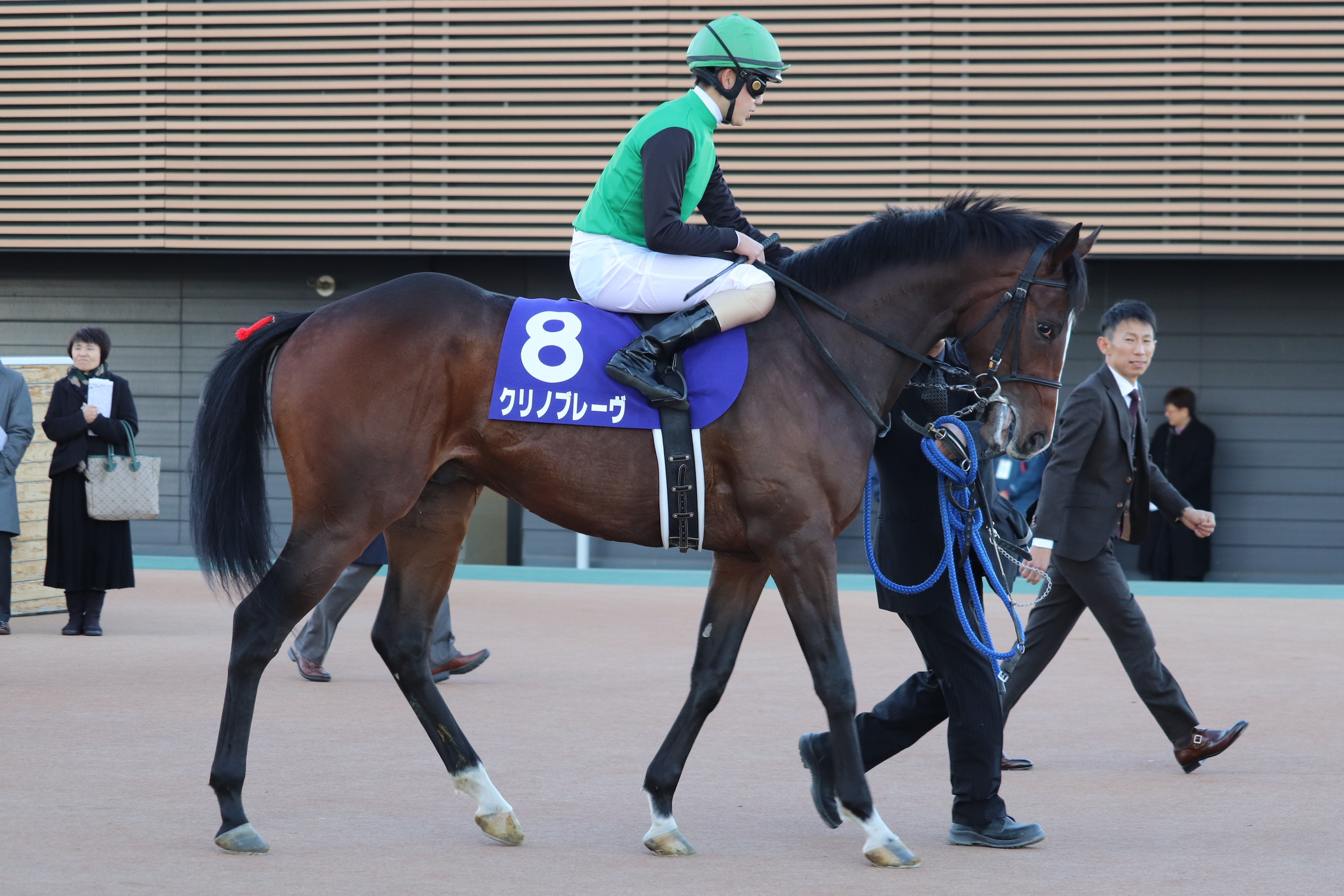
8:クリノブレーヴ
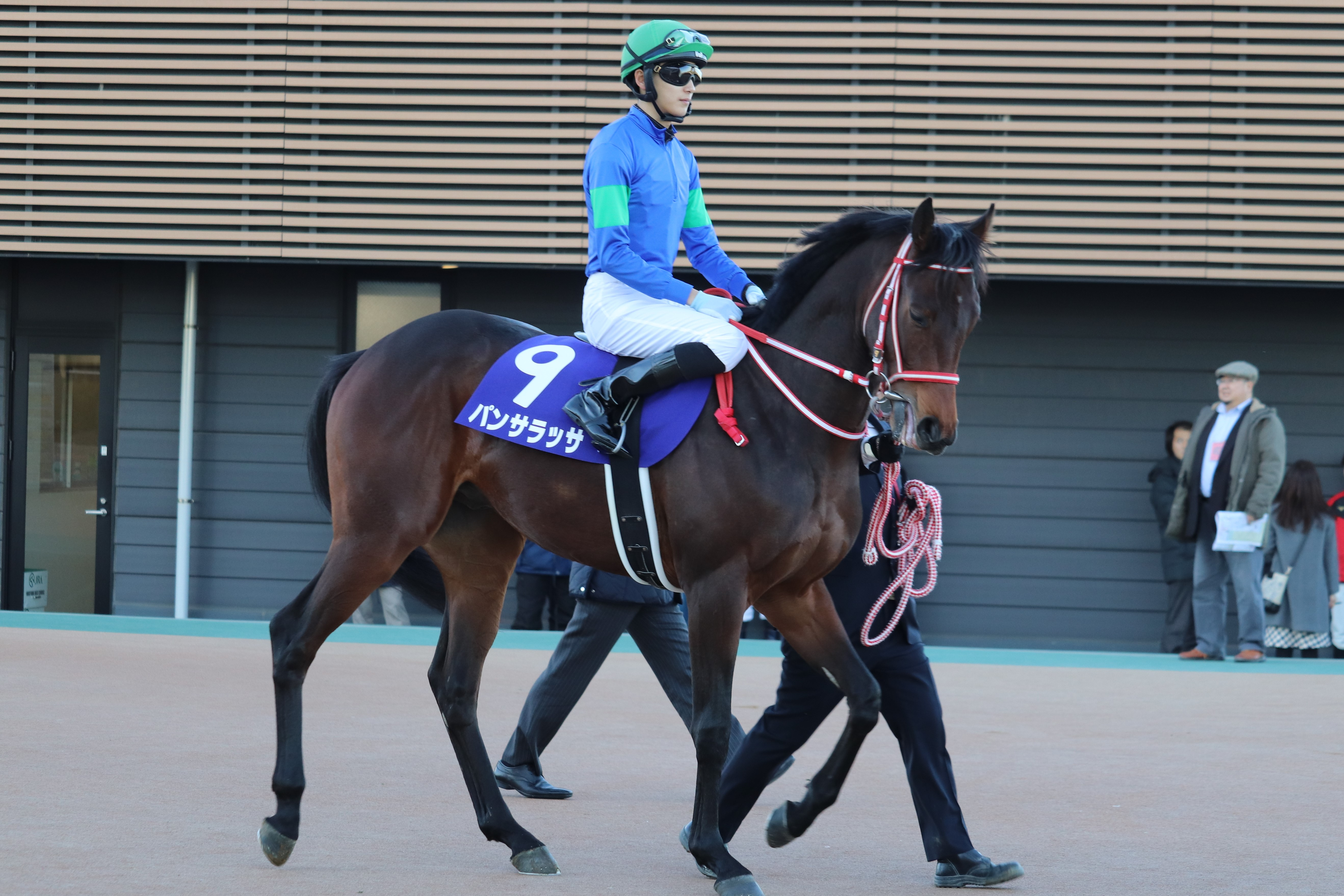
9:パンサラッサ
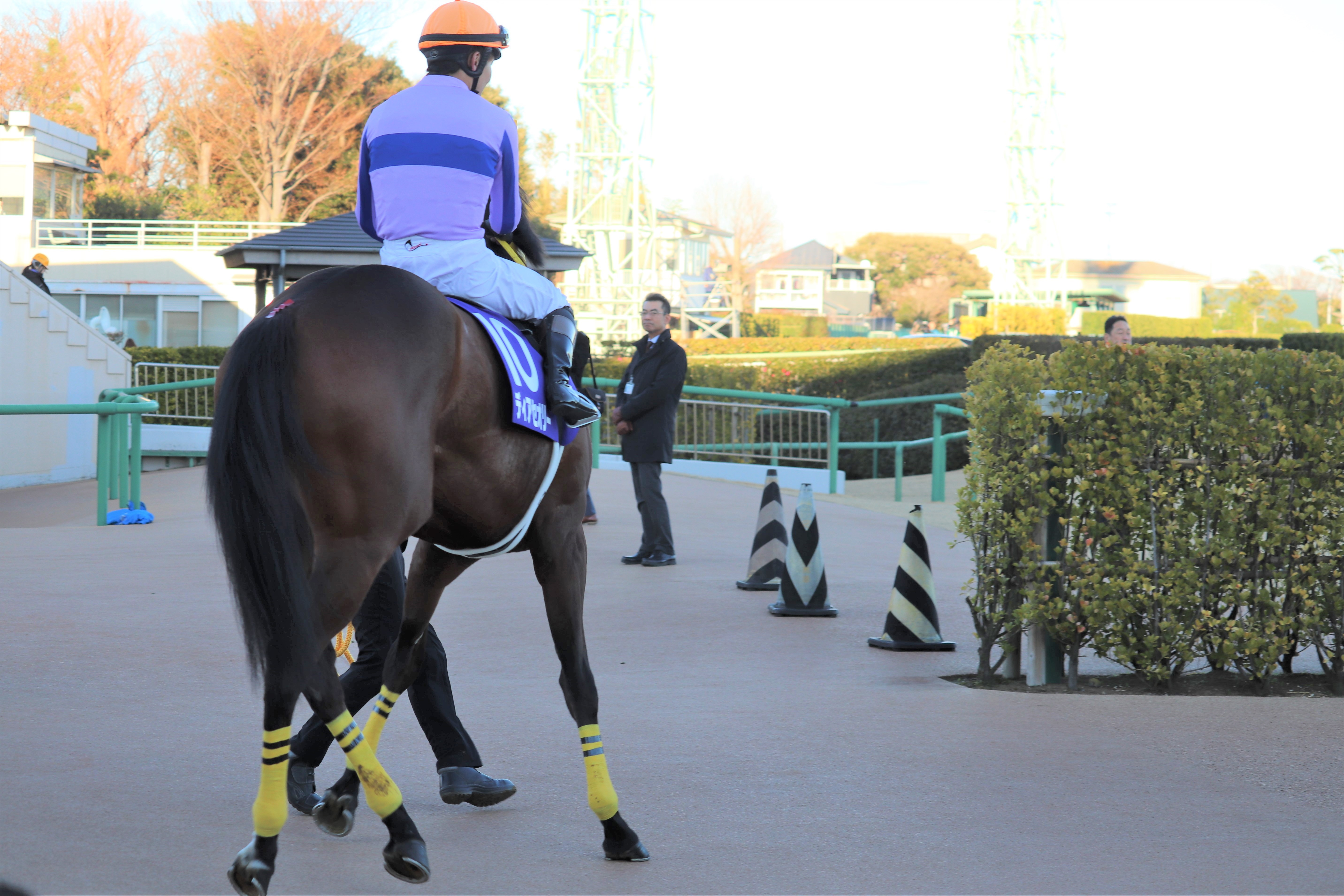
10:ディアセオリー
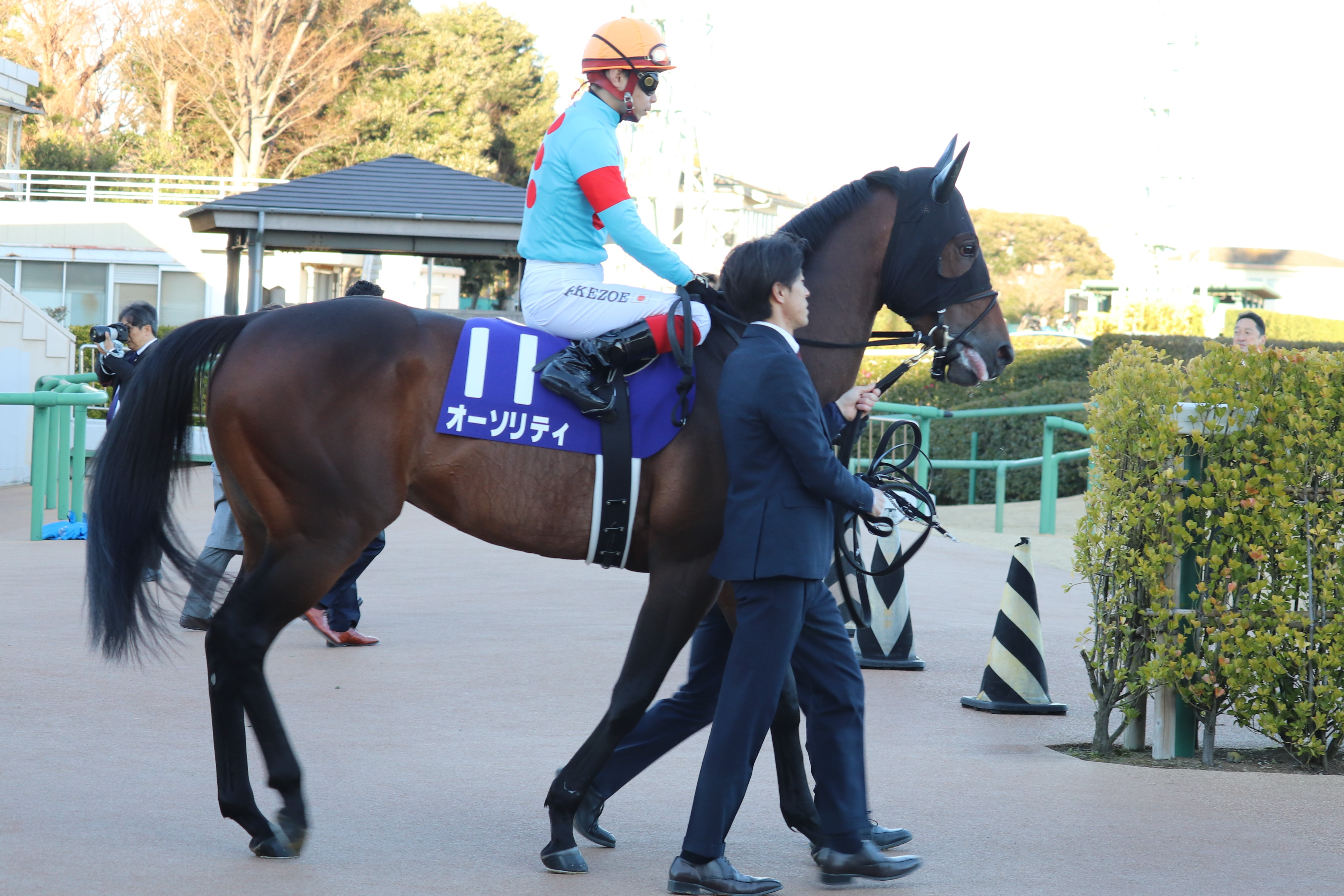
11:オーソリティ
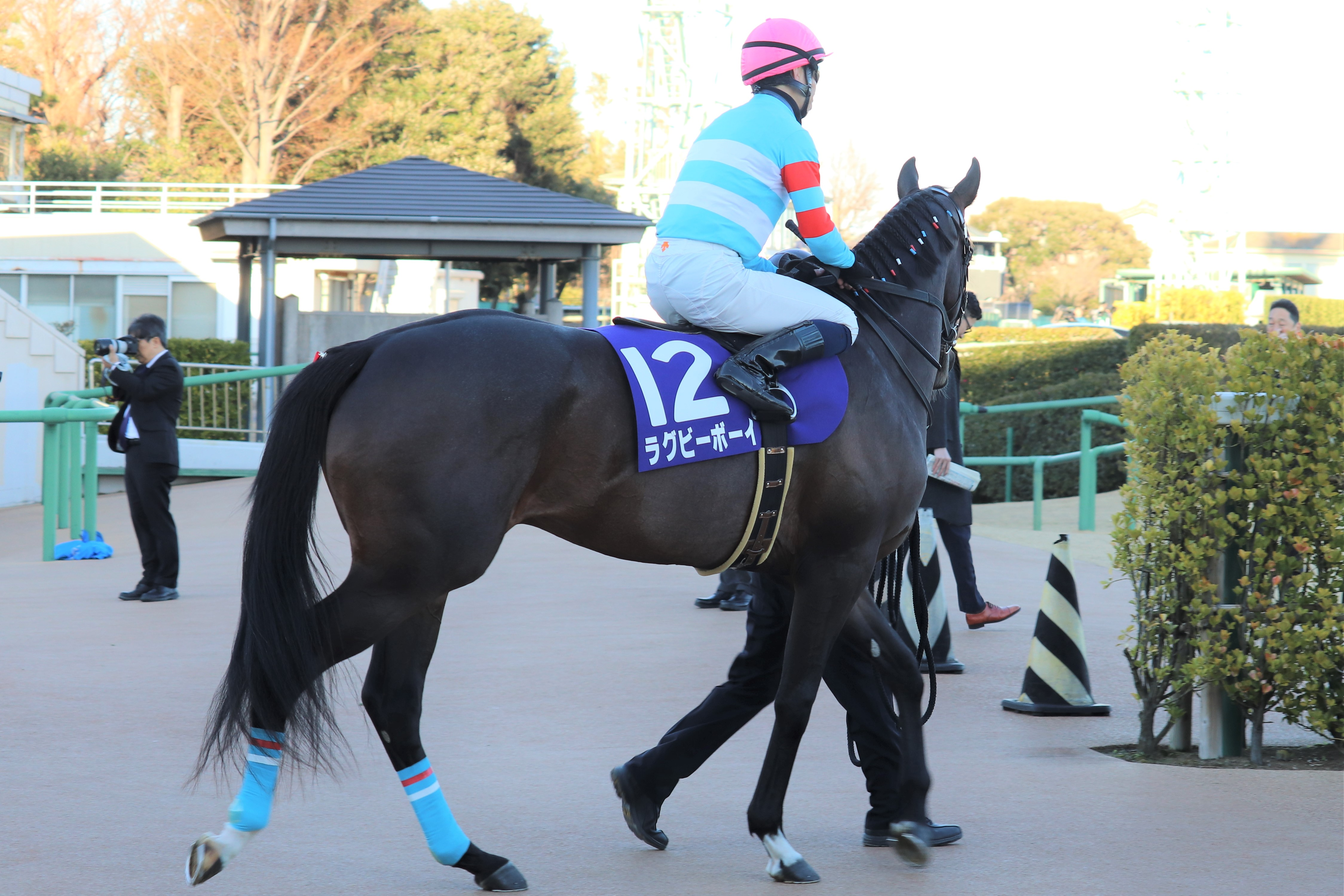
12:ラグビーボーイ
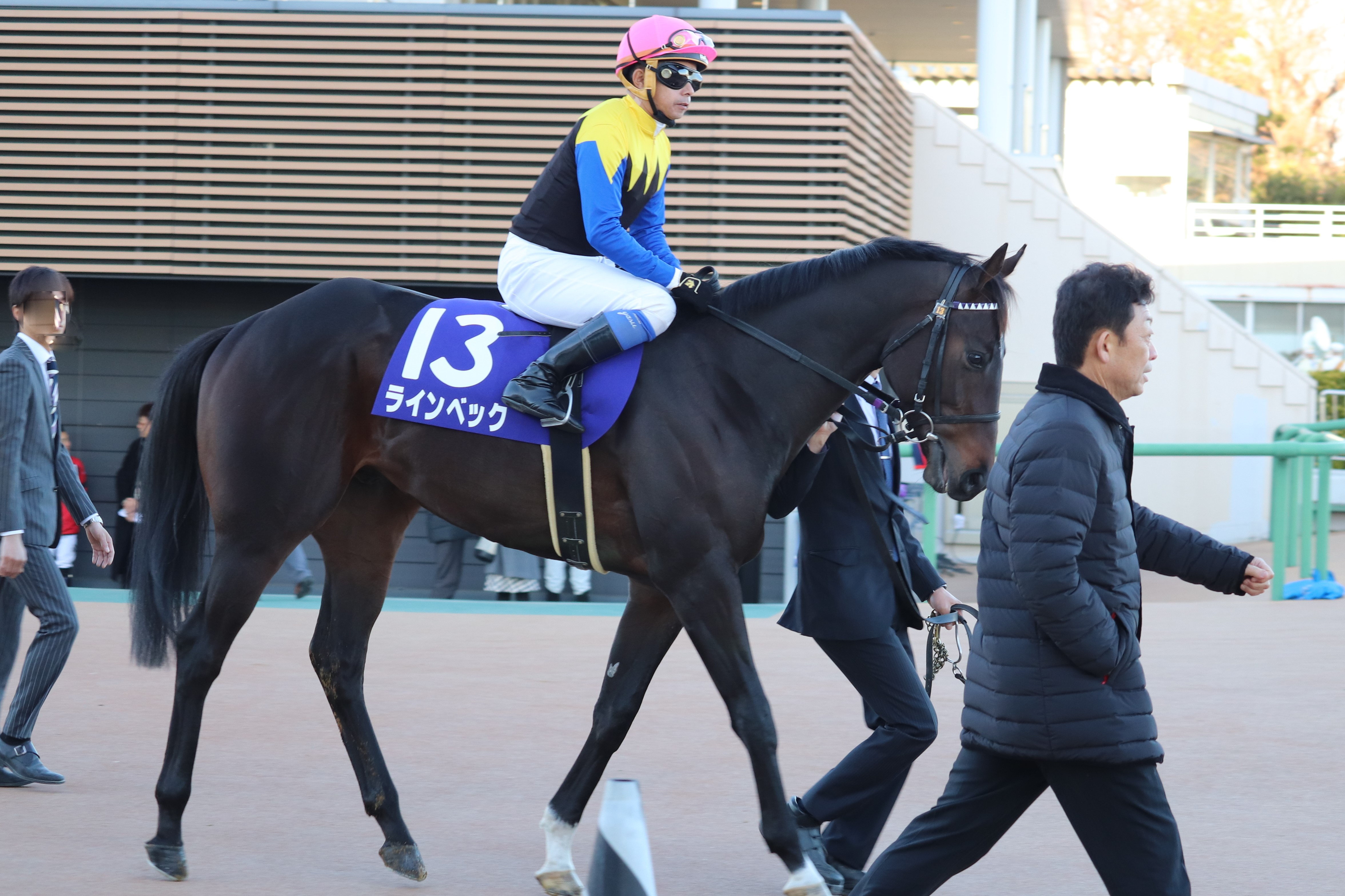
13:ラインベック

### ベストターンドアウト賞

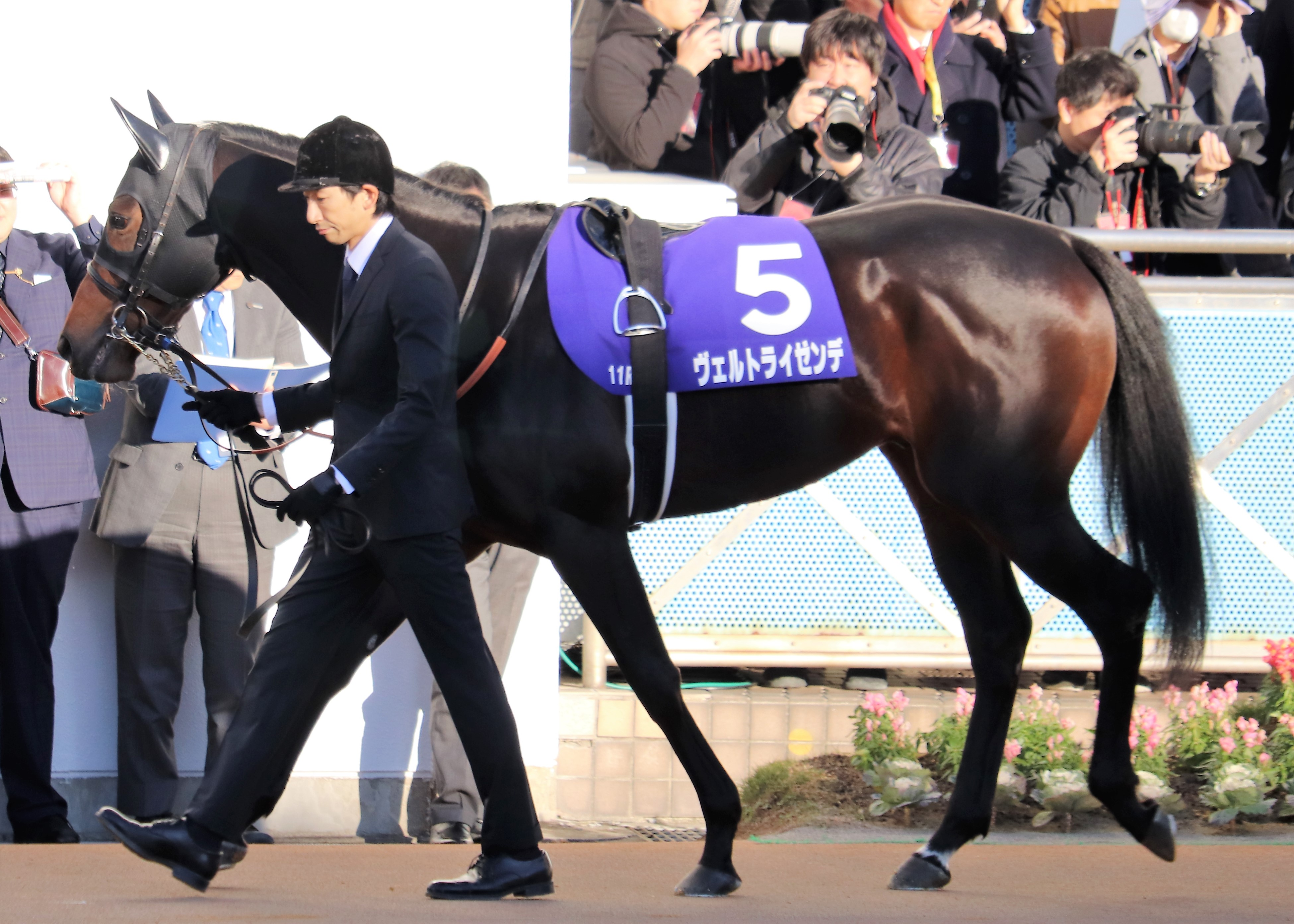
ベストターンドアウト賞に選出されたヴェルトライゼンデの馬体（ホープフルステークス、パドック）

「最もよく躾けられ、最も美しく手入れされた出走馬を担当する厩舎スタッフ」の努力を称え表彰する『ベストターンドアウト賞』の審査が、松山康久（元JRA調教師）、棚橋弘至（プロレスラー）、獣神サンダー・ライガー（プロレスラー）の3名の審査委員によって行われた。棚橋と獣神サンダーライガーは当日の中山競馬場のゲストとして、ホープフルステークスのプレゼンター。さらに同日に開催された2019ヤングジョッキーズシリーズファイナルラウンド中山の表彰式のプレゼンターにも参加した。審査の結果、ヴェルトライゼンデが選定され、同馬を管理する池江泰寿厩舎所属の橋口浩調教助手が受賞した。

審査員
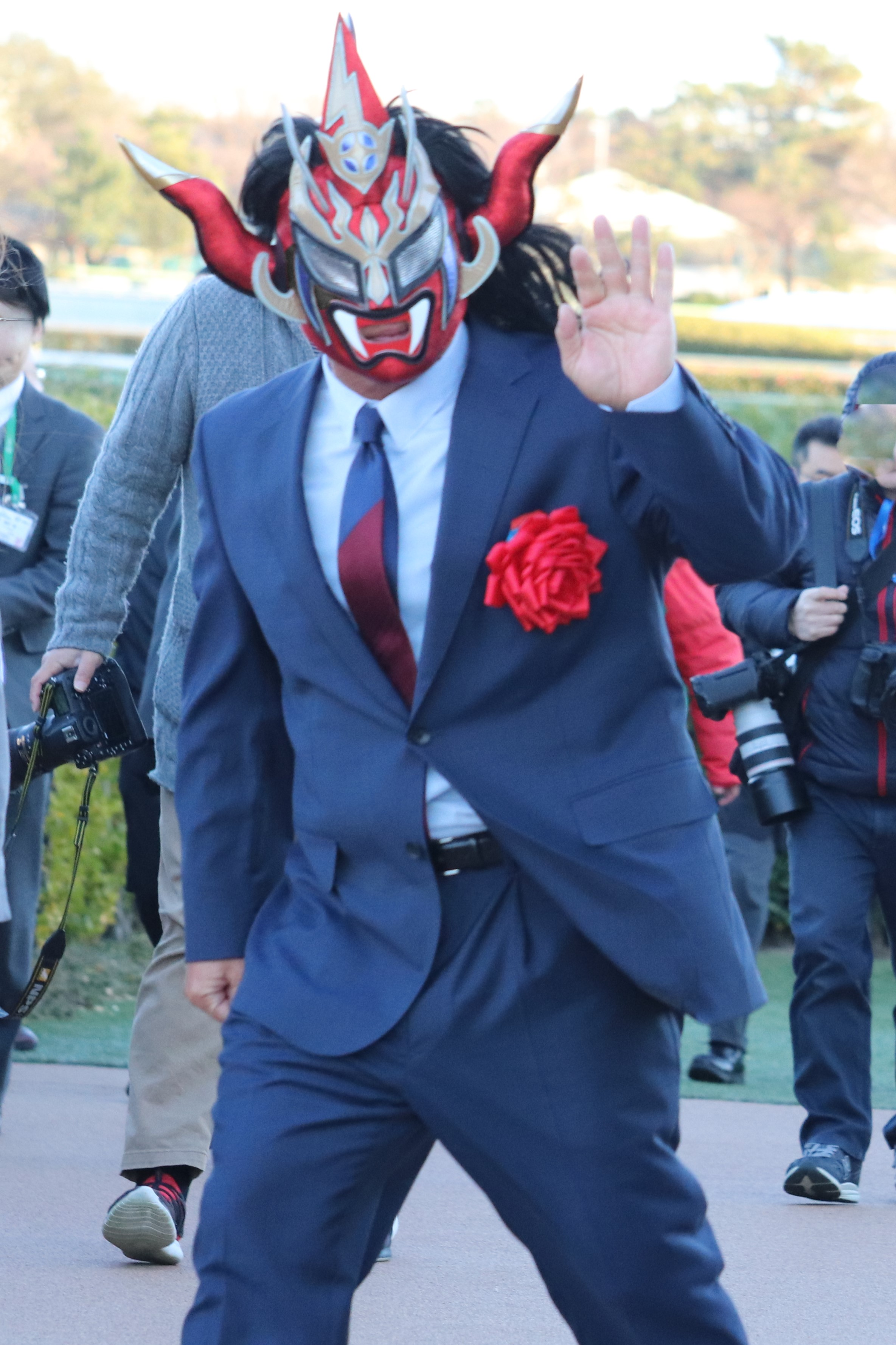
獣神サンダー・ライガー（レース当日、中山競馬場）
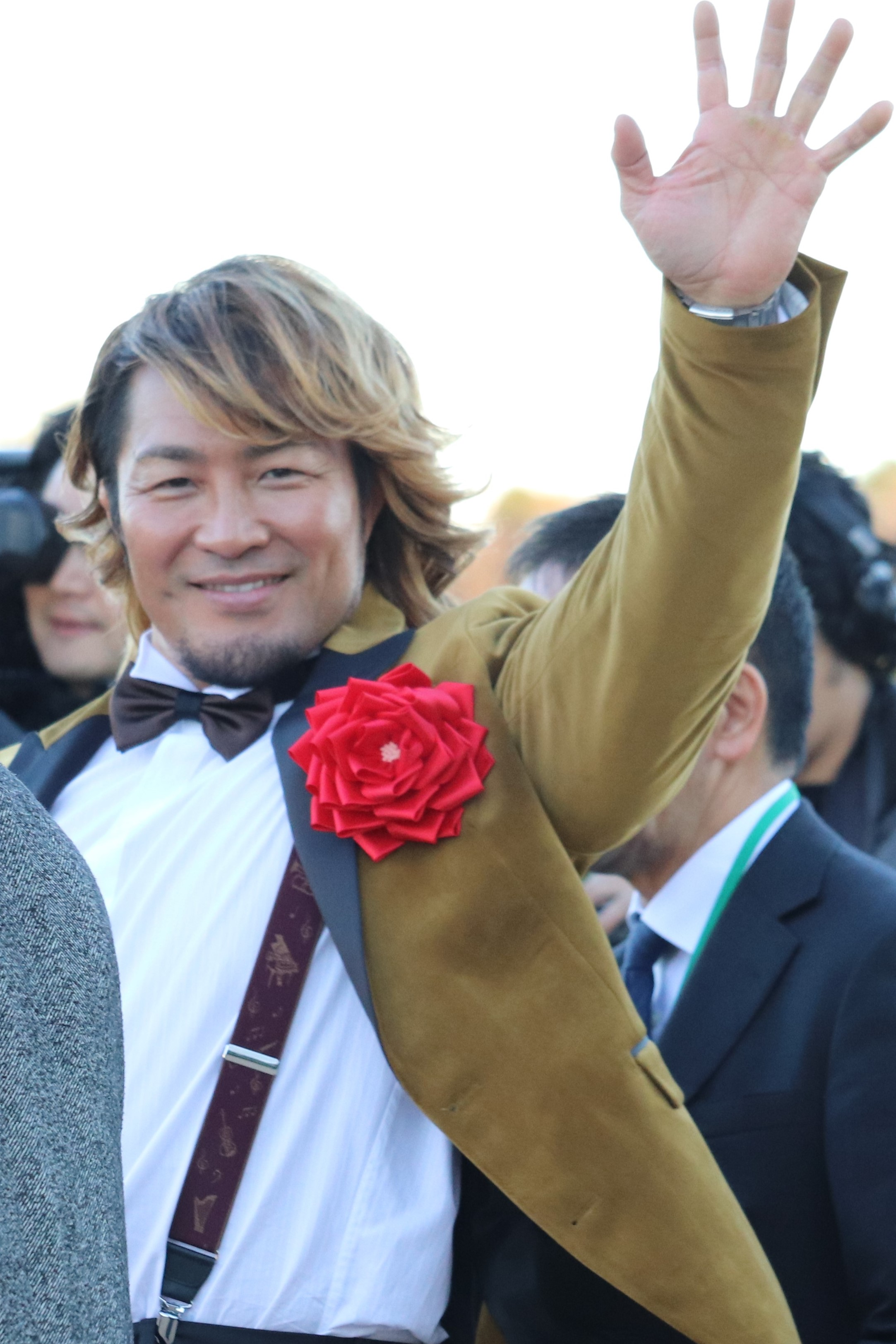
棚橋弘至（レース当日、中山競馬場）
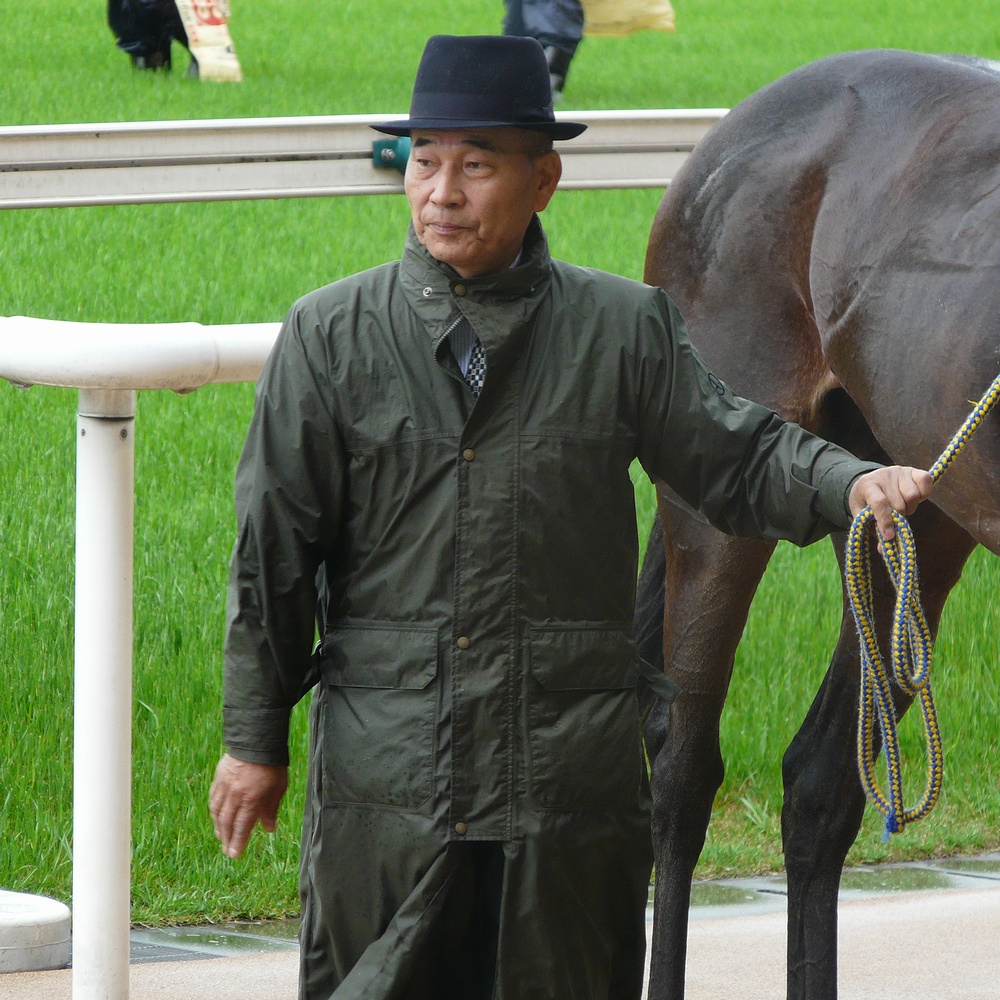
松山康久（2011年4月23日、東京競馬場）

## 展開
全馬大きな出遅れなくスタートを切ると、9番パンサラッサが外から抜け出してハナを主張し逃げの手を打ち、ブルーミングスカイとラインベックが進出して逃げるパンサラッサの後ろにつける。内で比較的前にいたブラックホールやコントレイル、ガロアクリークは逃げ馬についていかずに控え、それらのさらに後方ヴェルトライゼンデ、オーソリティ、ワーケアとともに中団を形成した。ラグビーボーイとクリノブレーヴが最後方で待機する形で最初の第1コーナーを迎えた。
体制は大きく変わらないまま向こう正面を進み、先頭のパンサラッサが前半1000メートルを60.9秒で通過。そこから第3コーナーにかけ、コントレイルが率いる中団がまとめて進出し先行勢と差を縮めた。差し切りを狙う中団では、コントレイルを筆頭にヴェルトライゼンデやオーソリティが追い上げ、後方にブラックホール、ガロアクリーク、ワーケアなどが位置。追い込みを狙う最後方は中団との差は縮まらなかった。
残り600メートル付近で先行勢から脱落したブルーミングスカイを、中団勢が飲み込み、続いて最後の直線入り口ではラインベックが飲み込まれた。直線では逃げるパンサラッサ、2番手にコントレイル、3,4,5番手に粘るラインベック・ブルーミングスカイや、差し切りを狙うヴェルトライゼンデ・オーソリティがつけ、その後方ワーケアは馬場の外側からの追い込みを狙うという構図が形成、ワーケアより後方のブラックホール、最後方のクリノブレーヴらは前方と差を縮められなかった。
残り200メートル付近で2番手のコントレイルが逃げ粘っていたパンサラッサを捕えて先頭となると、それにつれてヴェルトライゼンデが2番手に浮上した。後方で追い込むワーケアやオーソリティ、もうひと踏ん張りするラインベックとの差は広げたが、コントレイルに並びかけられなかった。先頭のコントレイルはそのまま後方を寄せ付けずに1着で入線し、その1馬身2分の1離れた2着にヴェルトライゼンデ。ワーケアやオーソリティ、ラインベックは前方に届かず3頭で競り合い、ワーケアが3着となった。

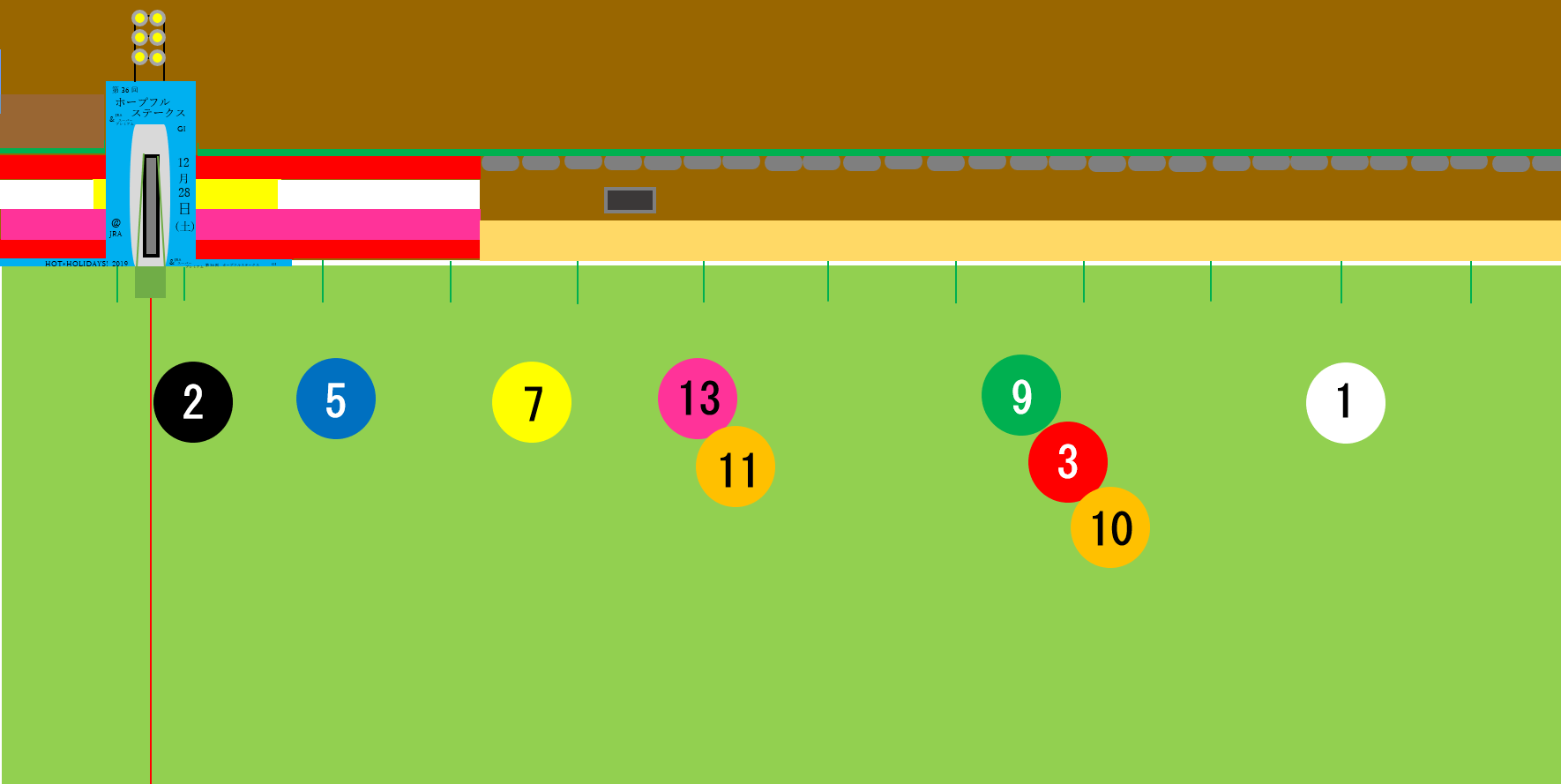
コントレイル入線時（JBISサーチを基に作成、丸は頭から尻までを表す）

## 競走結果

### 着順
| 着順 | 枠番 | 馬番 | 競走馬名           | 騎手         | 斤量 | タイム | 着差     | 上がり3ハロン | 単勝オッズ | 人気 | レーティング |
| ---- | ---- | ---- | ------------------ | ------------ | ---- | ------ | -------- | ------------- | ---------- | ---- | ------------ |
| 1    | 2    | 2    | コントレイル       | 福永祐一     | 55   | 2:01.4 |          | 35.8          | 002.0      | 1    | 115          |
| 2    | 4    | 5    | ヴェルトライゼンデ | O.マーフィー | 55   | 2:01.6 | 1馬身1/2 | 35.8          | 006.9      | 3    | 112          |
| 3    | 5    | 7    | ワーケア           | C.ルメール   | 55   | 2:01.9 | 2馬身    | 35.9          | 003.7      | 2    | 109          |
| 4    | 8    | 13   | ラインベック       | 岩田康誠     | 55   | 2:02.2 | 1馬身3/4 | 36.9          | 037.2      | 6    | 106          |
| 5    | 7    | 11   | オーソリティ       | 池添謙一     | 55   | 2:02.2 | クビ     | 36.3          | 007.2      | 4    | 106          |
| 6    | 6    | 9    | パンサラッサ       | 坂井瑠星     | 55   | 2:02.7 | 3馬身    | 37.7          | 173.4      | 12   | 101          |
| 7    | 3    | 3    | ブルーミングスカイ | 田辺裕信     | 55   | 2:02.8 | 1/2馬身  | 37.3          | 056.4      | 7    | 100          |
| 8    | 7    | 10   | ディアセオリー     | 三浦皇成     | 55   | 2:02.9 | クビ     | 36.9          | 157.2      | 11   | 100          |
| 9    | 1    | 1    | ブラックホール     | 石川裕紀人   | 55   | 2:03.3 | 2馬身1/2 | 37.5          | 016.0      | 5    | 96           |
| 10   | 8    | 12   | ラグビーボーイ     | 北村宏司     | 55   | 2:03.7 | 2馬身1/2 | 37.3          | 139.1      | 10   | 92           |
| 11   | 4    | 4    | ガロアクリーク     | 丸山元気     | 55   | 2:04.0 | 1馬身3/4 | 38.3          | 125.1      | 9    | 89           |
| 12   | 5    | 6    | ナリノモンターニュ | Ｍ.デムーロ  | 55   | 2:04.9 | 5馬身    | 38.4          | 067.0      | 8    | 80           |
| 13   | 6    | 8    | クリノブレーヴ     | 斎藤新       | 55   | 2:05.7 | 5馬身    | 38.8          | 326.2      | 13   | 71           |

#### 制裁
ラインベックに騎乗した岩田康誠は、発走後まもなく内側に斜行したため戒告処分。（被害馬: 11番オーソリティ・8番クリノブレーヴ・7番ワーケア）

#### レーティング
優勝したコントレイルのレーティングは「115」。2歳のレーティング首位は第71回朝日杯フューチュリティステークスを勝利したサリオスが記録した「116」。
第36回ホープフルステークスのレースレーティングは「110.50」。これは、2019年サートゥルナーリアが優勝した第35回ホープフルステークスの「111.50」と比べて「-1.00」。2018年タイムフライヤーが優勝した第34回ホープフルステークスの「110.00」と比べて「+0.50」とGI昇格後2番目のレーティングを記録。なお競走の質を表し、格付け審査に用いられる指標である過去3年間（2017年から2019年）の平均は、「110.67」を記録した。
- 以上の着順はnetkeiba.comの情報に基づく[50]。
- レースレーティングは、1月23日に日本中央競馬会 (JRA) が発表した「2019年度JPNサラブレッドランキング」の発表に伴うもの[51][52]。

### 競走に関するデータ

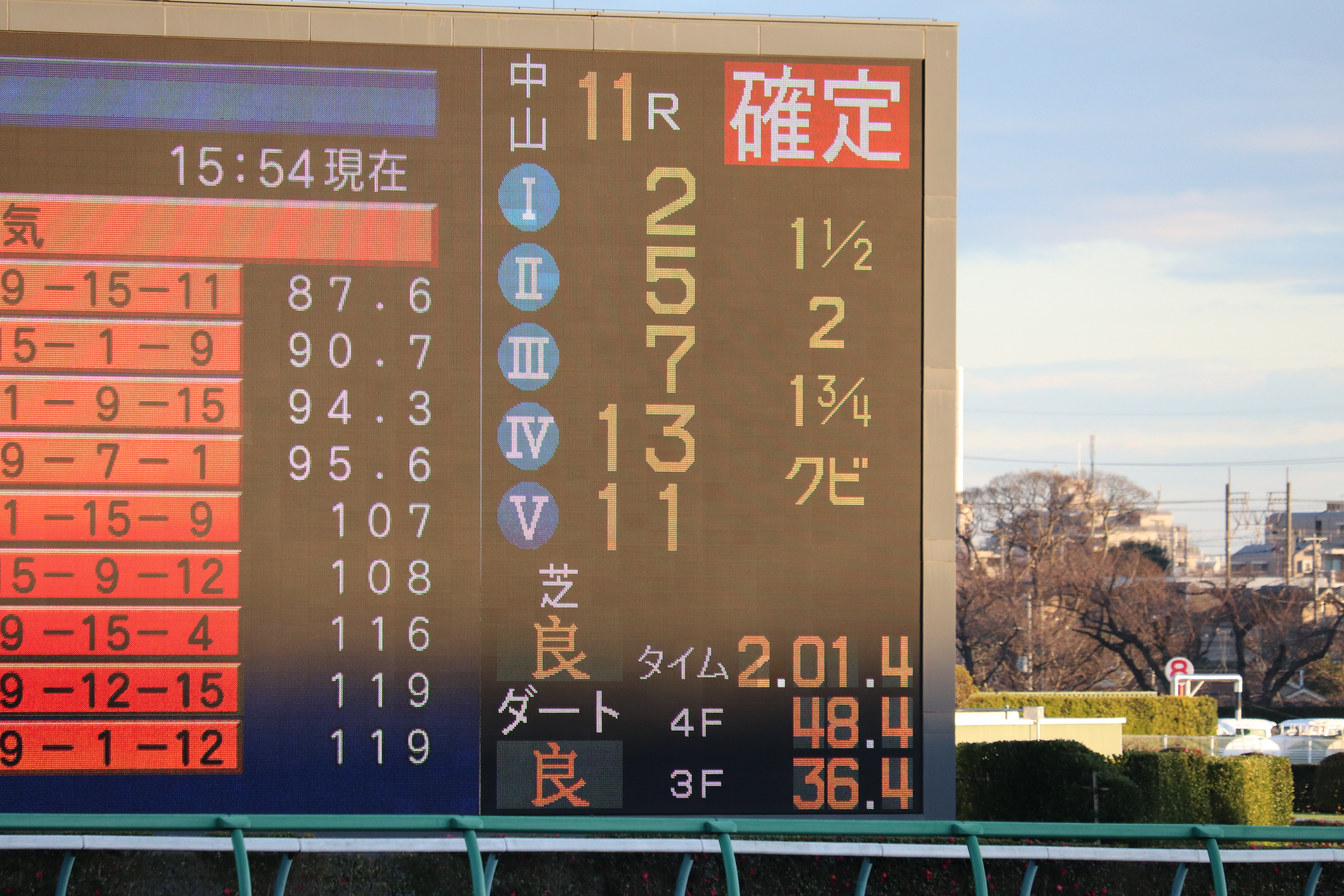
2019年のホープフルステークス、着順確定を表すターフビジョン

| ハロンタイム        | 12.6 - 11.5 - 12.4 - 12.2 - 12.2 - 12.1 - 12.0 - 12.0 - 11.9 - 12.5 |
| 1000m通過タイム     | 60秒9（パンサラッサ）                                               |
| 上がり4ハロン       | 48秒4                                                               |
| 上がり3ハロン       | 36秒4                                                               |
| 優勝馬上がり3ハロン | 35秒8（コントレイル）                                               |
| 上がり3ハロン最速   | 35秒8（コントレイル・ヴェルトライゼンデ）                           |

## 配当

### 払戻金
|        | 馬番  | 配当   | 人気    | 投票票数     | 的中票数    |
| ------ | ----- | ------ | ------- | ------------ | ----------- |
| 単勝   | 2     | 0200円 | 1番人気 | 0841万5741票 | 341万9566票 |
| 複勝   | 2     | 0110円 | 1番人気 | 0634万5154票 | 180万1381票 |
| 複勝   | 5     | 0140円 | 3番人気 | 0634万5154票 | 083万8203票 |
| 複勝   | 7     | 0110円 | 2番人気 | 0634万5154票 | 156万4115票 |
| 枠連   | 2-4   | 0770円 | 2番人気 | 0221万8100票 | 022万7585票 |
| 馬連   | 2-5   | 0810円 | 2番人気 | 1672万1613票 | 164万2860票 |
| ワイド | 2-5   | 0300円 | 3番人気 | 0958万2490票 | 073万3075票 |
| ワイド | 2-7   | 0170円 | 1番人気 | 0958万2490票 | 182万3646票 |
| ワイド | 5-7   | 0270円 | 2番人気 | 0958万2490票 | 084万5595票 |
| 馬単   | 2-5   | 1170円 | 3番人気 | 0970万2634票 | 066万1124票 |
| 3連複  | 2-5-7 | 0580円 | 1番人気 | 2792万7580票 | 383万9695票 |
| 3連単  | 2-5-7 | 2760円 | 3番人気 | 6186万8365票 | 179万0543票 |

なお単勝式については、「秋の2歳単勝」が適用。通常払戻金に売上の5パーセント相当額が上乗せして払い戻しが行われた。
ホープフルステークスの売り上げは、142億7816万7700円で、前年の123億8286万6400円と比較し、15.3パーセント増加となった。
レース当日の中山競馬場の総入場者数は4万2062人（うち有料入場人員3万7277人）、前年と比べて41.3パーセント増加となった。

#### 当日のWIN5（5重勝単勝式）
WIN5（5重勝単勝式）の発売票数は743万6547票、発売金額は7億4365万4700円となった。
| 対象順          | 1                             | 2                         | 3                           | 4                                 | 5                            |
| --------------- | ----------------------------- | ------------------------- | --------------------------- | --------------------------------- | ---------------------------- |
| 競走順          | 阪神第10競走                  | 中山第11競走              | 阪神第11競走                | 中山第12競走                      | 阪神12競走                   |
| 競走名          | フォーチュンカップ            | ホープフルステークス (GI) | ベテルギウスステークス (L)  | ベストウィッシュカップ            | ファイナルステークス         |
| 条件            | 芝2000m 2勝クラス (1000万下)  | 芝2000m オープン          | ダート1800m オープン        | 芝外1600m 2勝クラス (1000万下)    | 芝1200m 3勝クラス (1600万下) |
| 単勝人気        | 1番人気                       | 1番人気                   | 2番人気                     | 2番人気                           | 2番人気                      |
| 勝利馬 （鞍上） | ヒンドゥタイムズ （川田将雅） | コントレイル （福永祐一） | ワイルドカード （川田将雅） | ミエノウインウイン （C.ルメール） | エイティーンガール （武豊）  |
| 馬番            | 10                            | 2                         | 7                           | 15                                | 11                           |
| 投票数          | 249万9993票                   | 118万7339票               | 22万5383票                  | 5万4800票                         | 1万5001票                    |

的中馬番は、「10-2-7-15-11」の組み合わせで、的中は1万5001票。配当は、3万9440円。

## 達成された記録

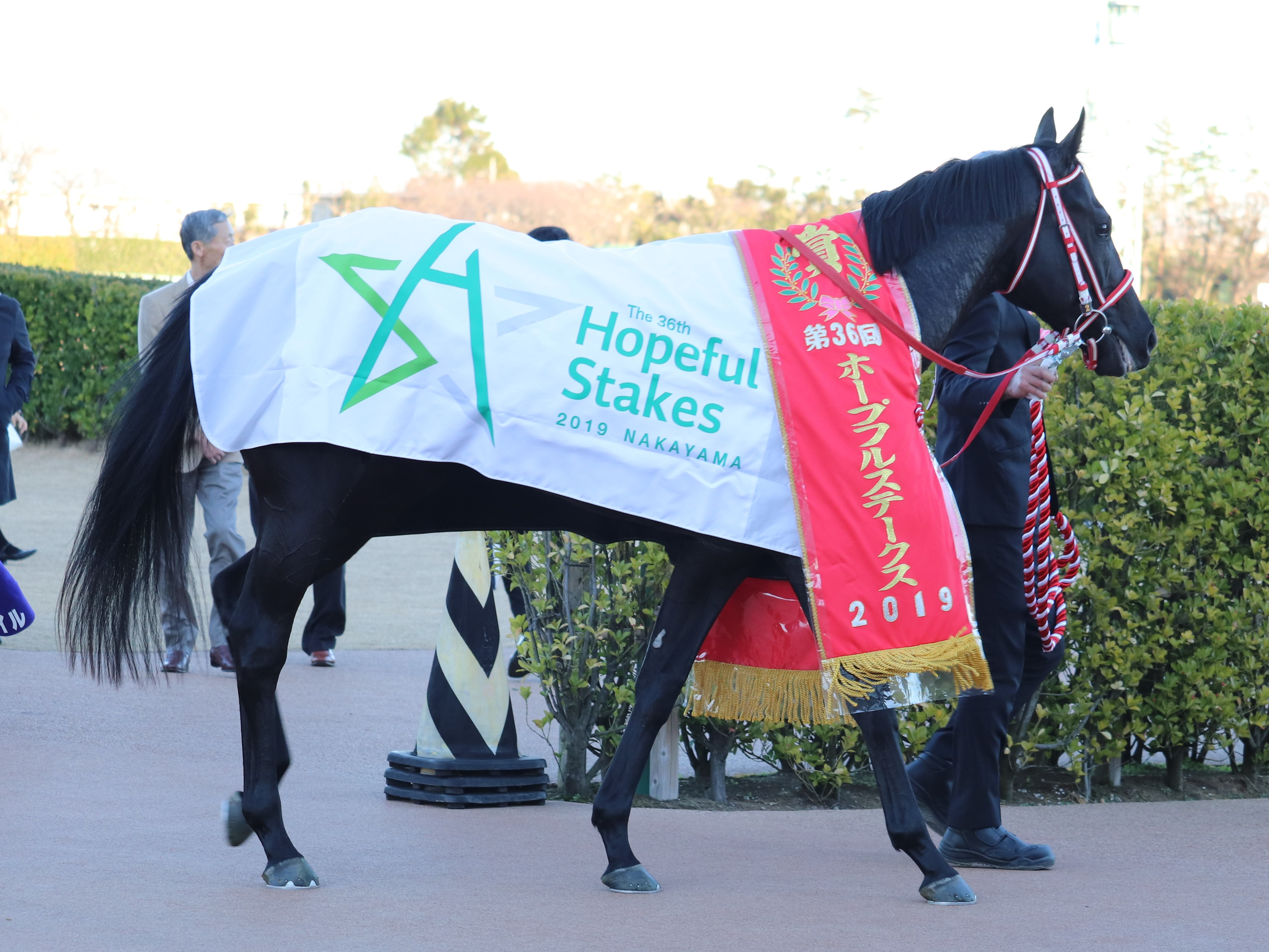
優勝馬服、レイを纏うコントレイル

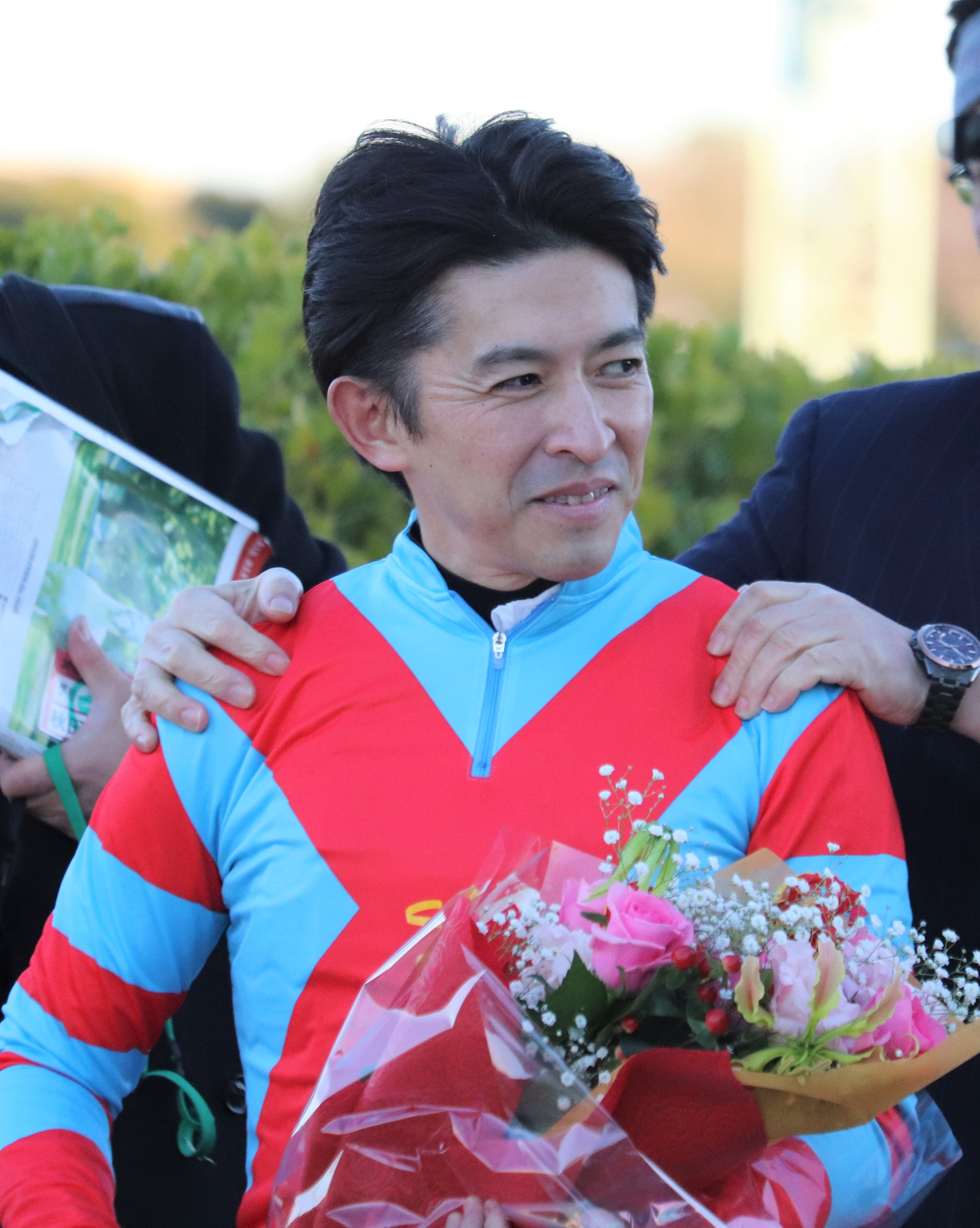
優勝騎手、福永祐一

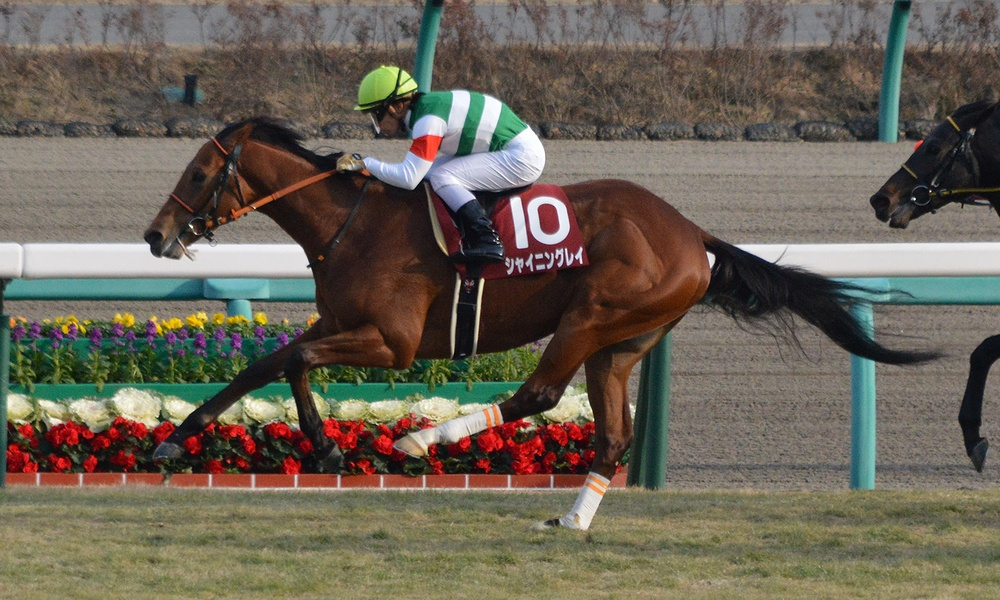
2014年優勝シャイニングレイ

### コントレイル
- コントレイルはGI初出走で初制覇。重賞は東京スポーツ杯2歳ステークスに次ぐ2勝目、通算3戦3勝とした[59]。
  - 単勝1番人気の勝利が2016年から（レイデオロ、タイムフライヤー、サートゥルナーリア）4年連続勝利で、通算11勝目[59]。
  - 栗東トレーニングセンター所属が2017年から（タイムフライヤー、サートゥルナーリア）3年連続勝利、通算成績は栗東所属が31勝、美浦トレーニングセンター所属馬4勝、地方競馬所属1勝[59]。
  - 2枠から出走し勝利を挙げたのは2016年（レイデオロ）以来、通算7勝目[59]。
  - 2番から出走し勝利を挙げたのは2016年（レイデオロ）以来、通算6勝目[59]。
- 福永祐一騎手は、通算2勝目のホープフルステークス勝利。2012年のエピファネイア以来7年ぶりの勝利でGI昇格後は初勝利[59]。
  - JRA-GIは、インディチャンプに騎乗して勝利した第69回安田記念以来で、2019年は3勝目、通算25勝目[59]。
  - この勝利で、JRAで実施されている2歳GI（朝日杯フューチュリティステークス[注釈 1]、阪神ジュベナイルフィリーズ[注釈 2]、ホープフルステークス）を完全制覇[59]。
- 矢作芳人調教師は、ホープフルステークス初勝利。
  - JRA-GIは前週に行われた第64回有馬記念（リスグラシュー）に続く2週連続勝利。2019年は4勝目、通算9勝目[59]。
  - 重賞も第64回有馬記念（リスグラシュー）に続く2週連続勝利。2019年は7勝目、通算38勝[59]。
- ノースヒルズは2018年に京都競馬場で施行されたJBCスプリント（グレイスフルリープ）以来17度目（うちJ-GI2勝）のJRA-GI勝利[60]。平地の芝GIに限定すると2014年の東京優駿（ワンアンドオンリー）以来[60]。
  - 2019年の秋華賞（クロノジェネシス）から継続していたノーザンファーム生産馬によるJRA-GI連勝記録が10で止まった[61]。
  - ノースヒルズが生産したディープインパクト産駒のGI勝利は、2013年の東京優駿（キズナ）以来[60][62]。
- ディープインパクト産駒は、前身のラジオNIKKEI杯2歳ステークスも含めて通算5勝目のホープフルステークス勝利[59][63]。2015年ハートレー[64]、2014年シャイニングレイ[65]、2011年アダムスピーク（前身）[66]、2010年ダノンバラード（前身）[67]。

## 競走後

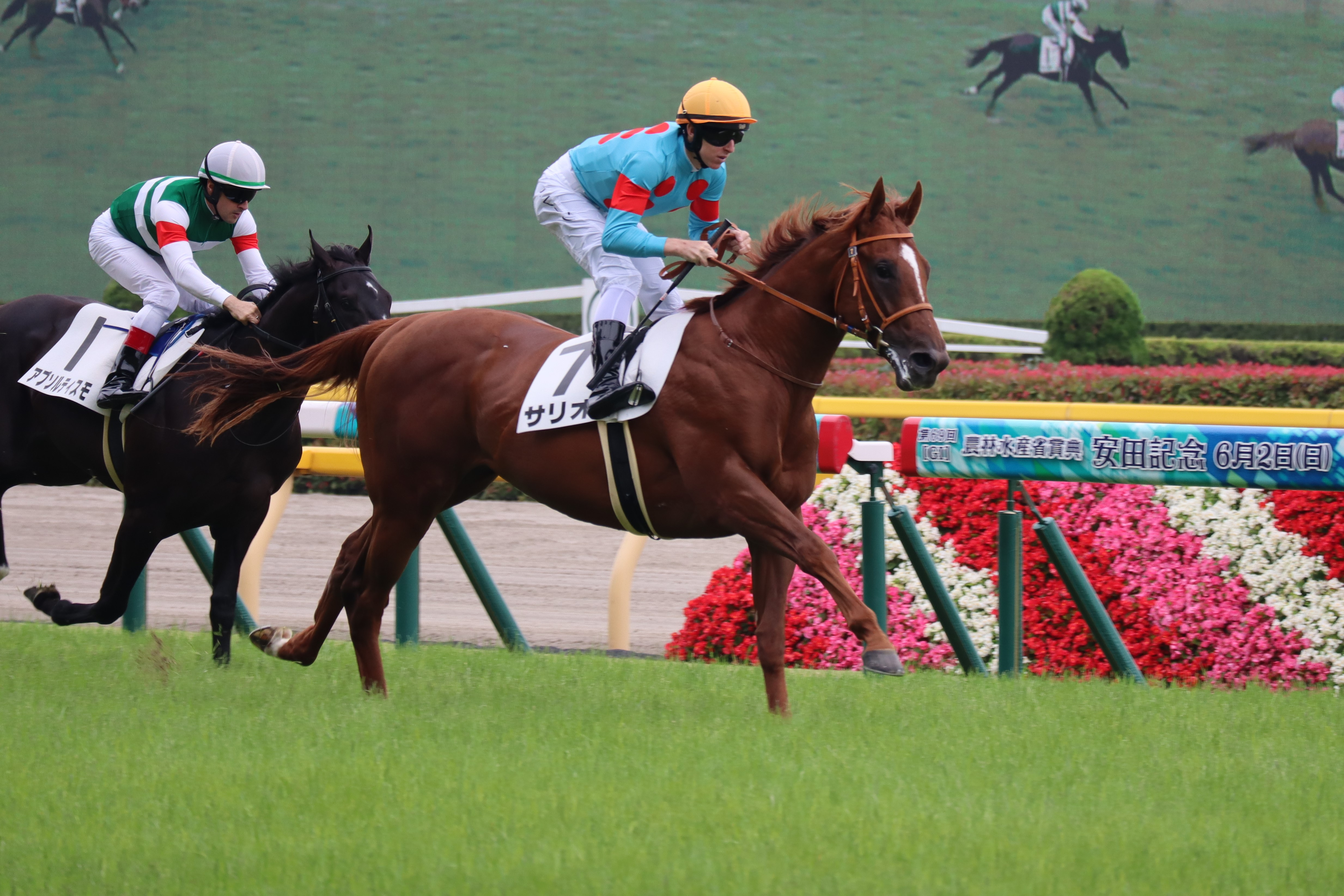
サリオス

2019年度JRA賞最優秀2歳牡馬の行方は、無敗の3連勝でホープフルステークスと同じ2歳牡馬GI、朝日杯フューチュリティステークスを制したサリオスとの一騎打ちムードとなった。投票はコントレイル197票、サリオス77票の120票差でコントレイルが最優秀2歳牡馬を獲得。阪神3歳ステークスが牝馬限定戦の阪神3歳牝馬ステークスとなった1991年以降、朝日杯フューチュリティステークスまたは朝日杯3歳ステークス優勝馬以外から初めて最優秀2歳牡馬を受賞した。

## 競走に関するエピソード
- 優勝したコントレイルの口取り式には、元大関の琴欧州勝紀（琴欧州）が参加。現役力士時代に馬主の前田が大阪後援会「欧幸会」の会長を務めていた縁があった[70]。琴欧州がGI競走の口取り式に参加するのは、2014年の第81回東京優駿（日本ダービー）を勝利したワンアンドオンリー（馬主:前田幸治）以来であった。